# Vánoční zvyky a pověry

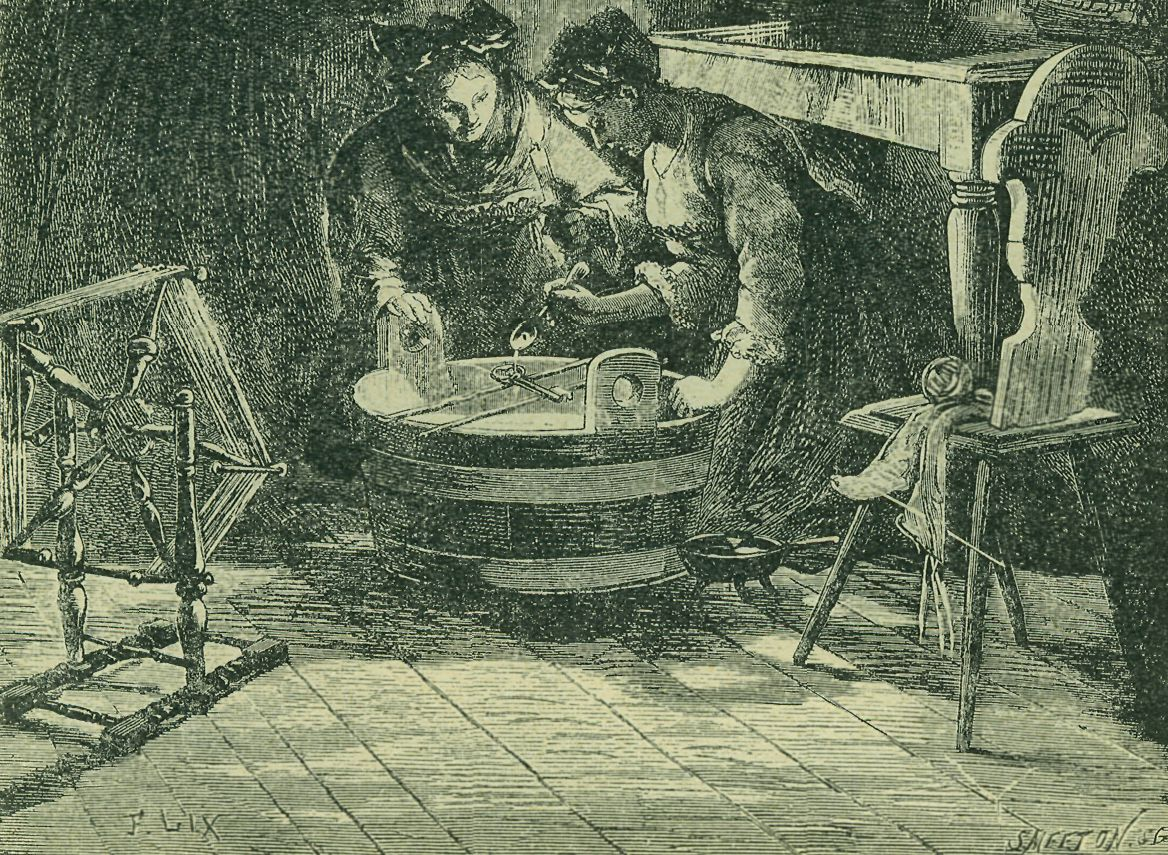
Lití olova přes klíč do studené vody při věštění budoucnosti.

Vánoce jsou druhým nejvýznamnějším křesťanským svátkem a v evropském kulturním prostředí jsou považovány za nejvýznamnější svátek v roce i pro nekřesťany. Se slavením Vánoc a s dobou adventní, která jim předchází, je proto spojeno množství místních či národních rituálů a zvyklostí. Za vánoční období je považováno období od adventu do Tří králů.

## Zvyky v období Adventu
Čtyři adventní svíce na adventním věnci se v ČR zapalují postupně o adventních nedělích, jako v jiných zemích. Advent je v 21. století pojímán jako období duchovní přípravy trvající do Vánoc, doba rozjímání a dobročinnosti. Česká hudební tradice se může pochlubit výjimečným počtem kvalitních adventních písní. Uplatňují se zejména při jitřních mariánských mších zvaných roráty.

### Svátek Svaté Barbory

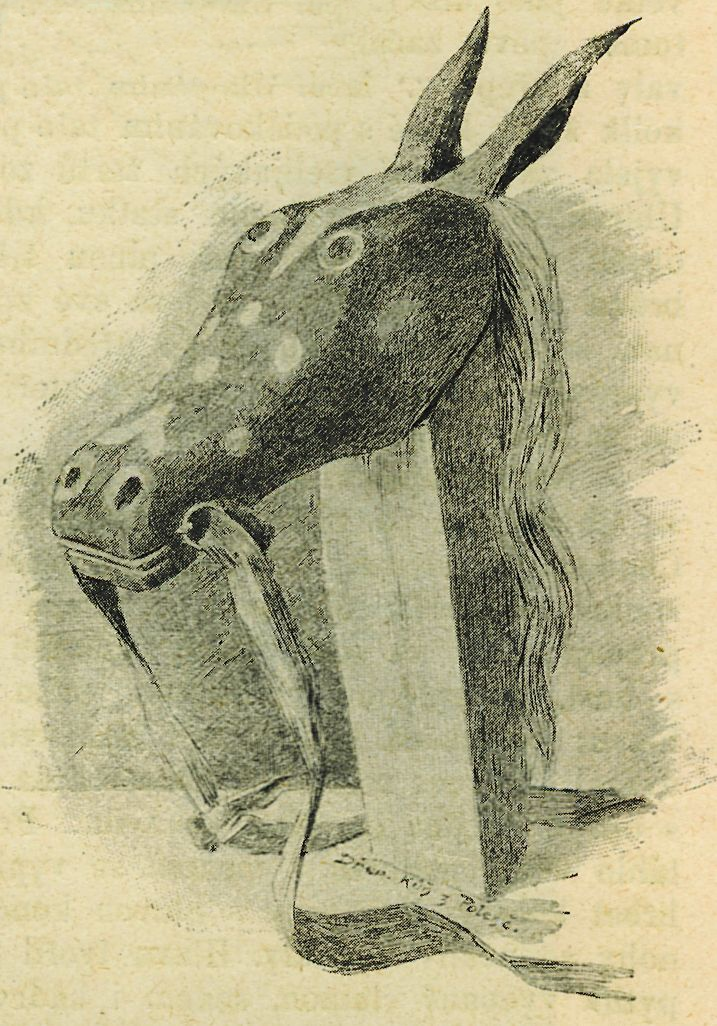
Loutka, hlava masky koně, který se objevoval při koledě na sv. Barboru, sv. Lucii nebo Vánoce

Ještě na počátku druhé poloviny 19. stol. byly v předvánočním období ve vesnicích předváděny dramatické hry se svatým Řehořem, svatou Lucií, Barborou, Dorotou a dalšími svatými. Tyto dramatické hry zobrazovaly jejich osud a skutky.
V okolí Milevska večer chodila před svatou Barborou žena, obyčejně vdaná, procházela od statku ke statku po celé vsi. Byla oblečená obvykle do bílých nebo černých volných šatů. Vlasy měla dlouhé, rozpuštěné, po zádech splývající. V pravé ruce držela metličku, pentličkami ozdobenou, kterou hrozila dětem, které se nerady modlily nebo které rodičů neposlouchaly. Někde s ní chodil celý průvod ale jinde ji doprovázela osoba přestrojená za anděla, která nosila v košíku různé dárky, jako jablka, ořechy a cukrovinky. Děti, které se modlily a o kterých rodiče potvrdili, že poslouchají, dostaly od anděla dárky, neposlušné děti byly pokárány a bylo jim pohrozeno metličkou. Při návštěvě postavy představující svatou Barboru a anděla také zpívaly.
Jako Barborky vystupovaly dospělé dívky, oblékaly si bílé šaty a chodily navštěvovat domácnosti ve skupinách po třech až šesti (Barborek). Každá měla kolem pasu modrou nebo červenou stuhu, ale někdy i jinou širokou pentli s dlouhými převislými konci na levém boku. Přes obličej Barbory nosily dlouhé rozčesané vlasy, aby je nikdo nepoznal. Na hlavě je zdobil květinový věneček, někdy měly i korunku, v pravé ruce pak metlu, v levé uzlík nebo košíček s dárky. Jedna z nich vždy nosila v ruce i malý zvoneček. V Ratajích u Bechyně mívaly Barborky na hlavě bílou plenu a přes obličej tylový závoj.
Jedna z Barbor v některých oblastech nosila na tyčce nabodnutou tykev, která byla vydlabaná a jedna strana tykve byla vyřezaná takže připomínala veliký obličej. Uvnitř dýně hořela svíčka. Výsledek podle dobového spisu vypadal jako hlava umrlce, ale lze snadno předpokládat, že autor myslel spíše strašidlo. Znamením, že jdou do stavení, bylo, že Barborky postavily do okna tykev a zašlehaly do skla na okně metlou. Při návštěvě opakovaly dutě: „Mulise, mulise“ (modli se) a říkávaly různé tradiční s texty jako „My jsme čtyry Barbory, jdeme ze Svaté Hory… kdo se modlit bude, tomu je (dary) dáme, a kdo nebude, tomu hodně nalupáme.“ Každá Barborka něco dětem dala. Obvykle ořechy, jablka, cukroví, ale i tu a tam nějakou bramboru, leckdy i nahnilou.
Barbory provázel čert a koza. Čert měl na sobě na ruby obrácený kožich, s dlouhou černou srstí. Přes hlavu měl čert přetaženou černou noční čepičku, ze které byly nahoře na hlavě udělány dva růžky, vycpané koudelí. Obličej měl čert začerněný sazemi, nad očima červené proužky a z úst visel mu dlouhý jazyk z červeného flanelu. V ruce držel silný řetěz, kterým chrastil. Koza byla strakatě oblečena, obličej měla zakrytý škraboškou tvaru hlavy kozí a na hlavě rohy z výtřasek (dvojrohých dřevěných vidlí). Na krku se koze houpal zvoneček. Běhala po čtyřech a dělala veliké skoky.
Děti obyčejně plny strachu hned klekly a modlily se. Ale kdo se nechtěl modlit, toho šlehaly Barbory metlou a hrozily mu, že ho vezme čert. Čert stál připravený v síni a chrastil tam hlasitě řetězem. Dospělejší chlapci a dívky se obyčejně před Barborami poschovávali. Koza je však, jak po všech koutech šmejdila a rejdila, vyhledala a rohy děti vyhnala z úkrytů. Než Barbory odešly, důrazné vštěpovaly dětem napomenutí. Šlehnou metlou každé dítě několikrát a dávají rady jako: „Buďte, dětičky, pilné, poslouchejte svých rodičů, rády se modlívejte!“

### Matička, Mikuláška, Smrt, Boží matka
Před sv. Mikulášem, 5. prosince večer, na Přerovsku chodila po domech žena oblečená v bílé plachtě, tvář měla zamoučenu. Chodila se srpem (maketou srpu), kterým obyvatele domu, který navštívila, zvláště děti „stínala“. Říkalo se jí Smrt anebo Boží Matka. Na Podluží chodí „Matička“ večer po sv. Mikuláši. Je zahalena bílou plachtou, v ruce drží kopist, dává dětem líbat křížek a učí je modlit se. Dary nerozdává. Na západní Moravě chodí táž osoba večer na sv. Barborku, 4. prosince. Jinde chodí Matička nebo Smrt zároveň se sv. Mikulášem.
Mikuláška, matka svatého Mikuláše, byla samostatnou postavou nebo chodila v průvodu svatého Mikuláše. Podle popisu šlehala březovými proutky po oknech a nosila košík s dárky pro hodné děti. Chodila také s cepem, kopistem či srpem. V lidové tradici se objevuje také v říkadle:„Mikuláš ztratil plášť, Mikuláška sukni, hledali, nenašli, byli oba smutní.“ V Seničce rodiče straší děti zlou Mikuláškou, která sbírá dárky od sv. Mikuláše. Zde má bílý oděv a krvavé oči.
Na den Neposkvrněného početí Panny Marie večer chodívaly v Kozlovicích odrostlejší děti s „matičkou“. Některé děvče se zahalilo do plachet a šlo s celým průvodem po domech známých. Matičky si zde počínaly jako Mikuláš. Rozdávaly jablka, bonbóny, sušené švestky, ořechy, perníky. Matička zkoušela a vyptávala se dětí, rodiče žalovali na neposlušné, matička děti napomínala a trestala a na konec podělila děti obyvatel domu sušeným ovocem, pečivem a ořechy. Do kterého domu matička nepřišla, tam rodiče sami schovali svým dětem dary pod postel. Na Vánoce v těchto oblastech nebylo zvykem, aby ještě „Ježíšek rozděloval dárky“.
Před Božím narozením chodívaly v těchto oblastech a v okolí po devět večerů ženy po devíti domech se soškou Panny Marie. V každém domě bývala soška přes jednu noc. Každý večer přišly sošce naproti se světly a doprovodily ji do sousedního domu. Obyčej byl na památku toho, že prý Panna Maria devět dní v Betlémě hledala marně nocleh.
V Dobré[ujasnit] chodívala jen jedna matička „Mikolajka“. Říkalo se, že se chodí po „Mikolajce“. Mikolajka nenosívala na hlavě korunu, zakrývala tvář řídkým šátkem.

### Svatý Mikuláš

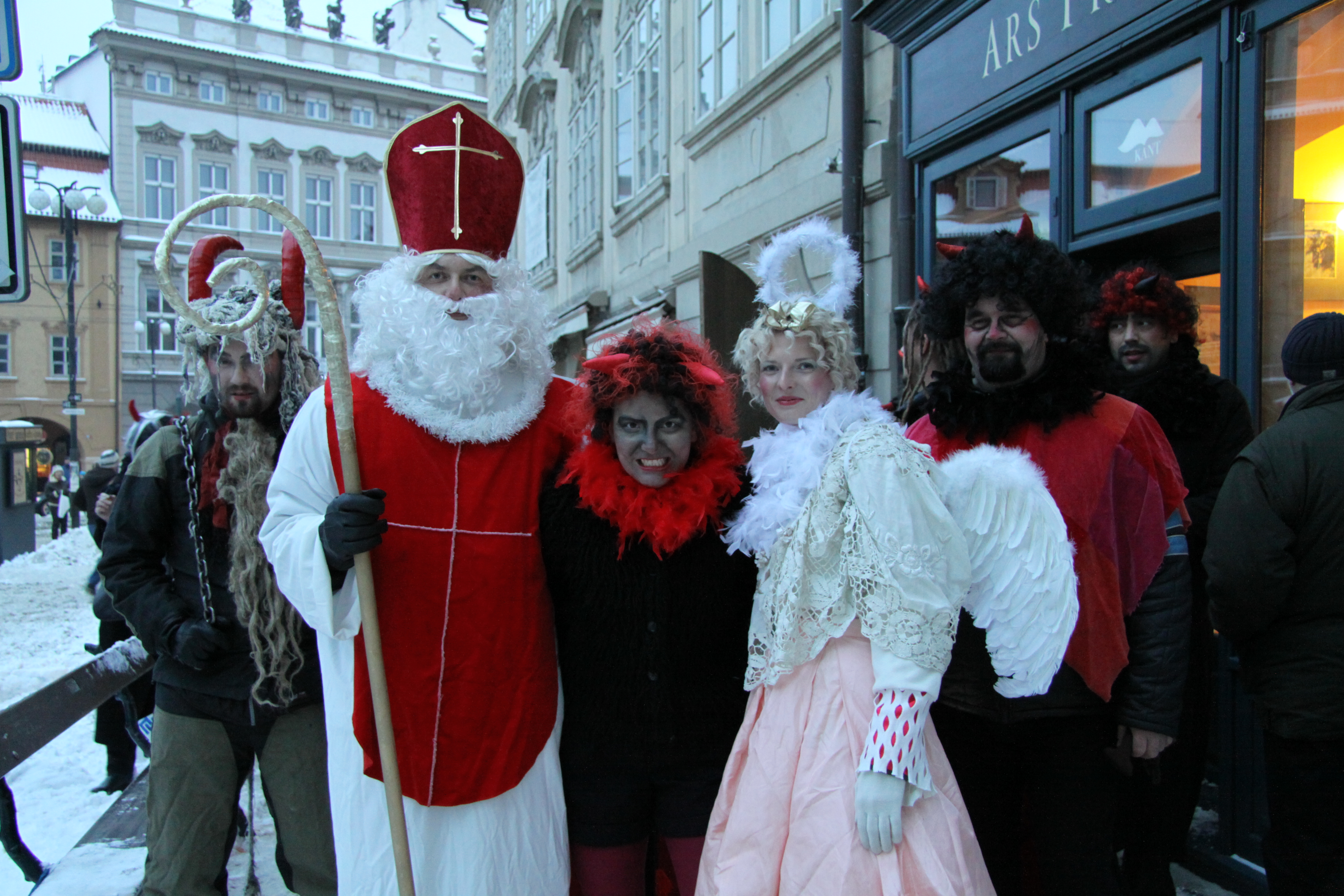
Postava Svatého Mikuláše při obchůzce v 21. století v Praze.

Na den Svatého Mikuláše (6. prosince) se děti těšívaly říkadlem: „Sláva buď Bohu našemu i Mikulášovi svatému i také svaté Barborce, ať nám naklade v komůrce.“ Již asi týden před sv. Mikulášem z rána a navečer práskají děti a mládež z bičů, aby svatý prý „někde neuvízl“ nebo jinde „že nemůže vyjet“. Vůz světce by s hojným nákladem prý pro uvíznutí do dědiny nedojel.
Rodiče na Hané vyprávějí dětem, že se Mikuláš spouští z nebe po zlatém laně nebo po zlaté stuze a začne obcházet dědinu v průvodě anděla a čerta, někde i smrtí. Jinde tvrdí, že se Mikuláš spouští na věže. V Hrabyni[ujasnit] říkají, že se spustí „po zlatém laně na věž a jede potem na bílým šimlu do Bilovca na jarmark, nakupovat pro děti.“
Kam Mikuláš s průvodem osobně nepřišel, dávali večer talíře za okno a botky pod komín, aby je svatý Mikuláš naplnil. Nehodným dětem nakládal zemáky a řepu.

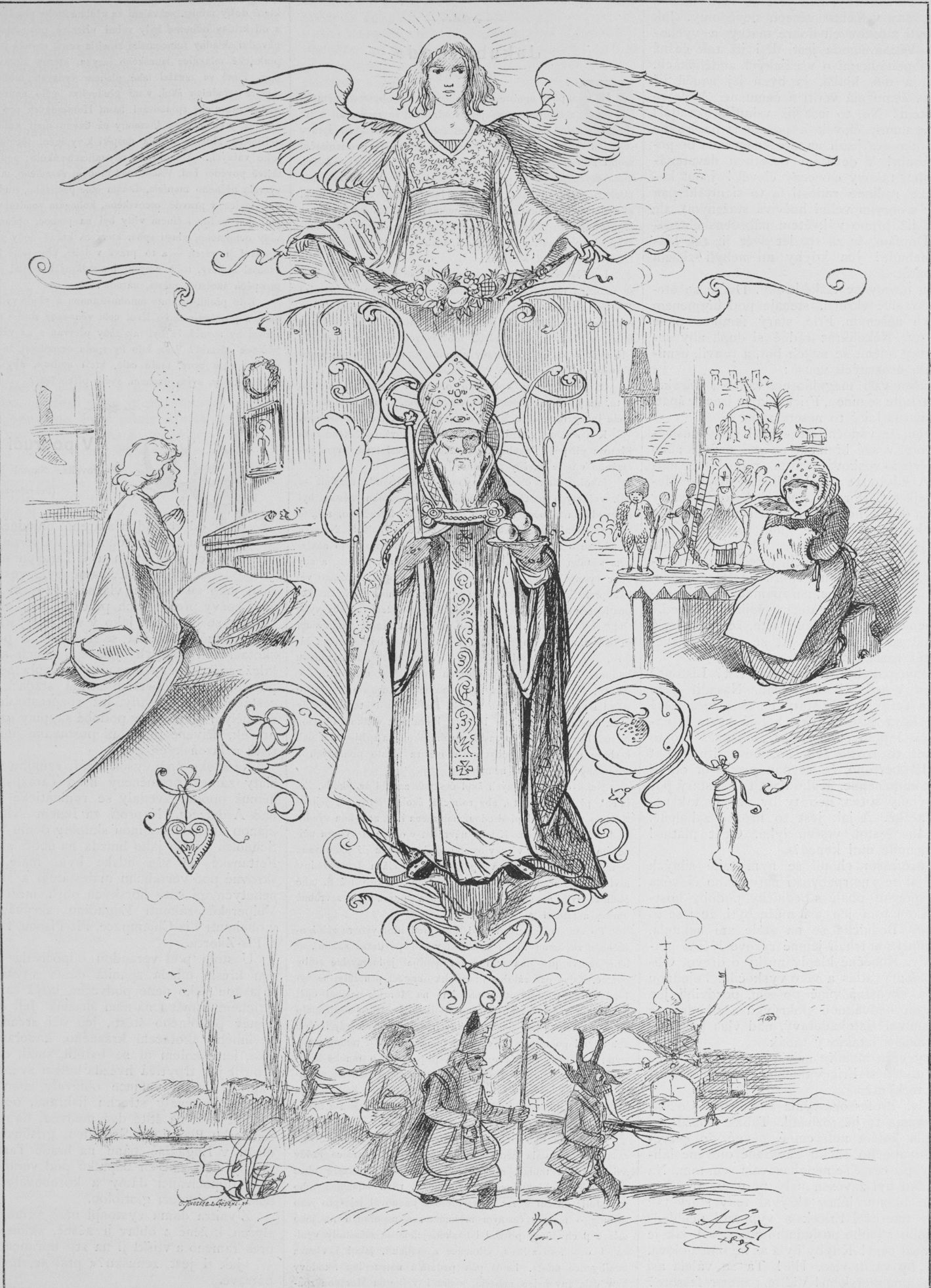
Popisný obrázek M. Alše k tradici sv. Mikuláše.

Svatý Mikuláš je osoba představující postavu v dlouhém, bílém šatě, s lesklou, zlatou biskupskou čepicí na hlavě, v levici s berlou, a v pravici s dlouhým, postříbřeným prutem. Dlouhý vous se mu vždy bělal až po pás. Za Mikuláše obvykle stával pěkný anděl, jenž měl v rukou velkou cínovou mísu, plnou dárků pro hodné děti, jablek, ořechů, perníku a různých cukrových figurek. Někde obcházelo i více Mikulášů a zase jinde dva biskupové, z nichž jeden jel na bělouši, druhý na koze. V průvodě za nimi často byli i husaři, kominíci, čert, polský Žid, mastičkář, dva medvědi ověšeni zvonky a rolničkami, a také několik chasníků, nesoucích dárky pro hodné děti.
Někde jezdil Mikuláš na koni, který se sestrojil ze dvou řešet. Jedno síto tvořilo předek koně a druhé zadek (pod zadkem Mikuláše). Obě se zakryly. Zpředu se na síto přidala nějaká koňská hlava (loutka), na zadní se připojil ocas. ^V Tisku někdo z průvodu nosil Mikulášovi houpacího, dřevěného koníka. Na tom houpacím koníku sv. Mikuláš ve světnici seděl a houpal se.
V tomto průvodu dva chlapci, asi dvanáctiletí, byli přestrojení za anděly. Oblek mívali bílý, čepice jako korunky a jeden nesl pokladnici, druhý koš s ořechy a cukrovinkami ale také metlu. Dva mladíci se přistrojili se za jezdce. Kůň měl hlavu dřevěnou a ostatní kostra koní byla z latě nebo z obručí a potažená látkou, tvořící tak čabraku. Kůň byl upevněn kolem pasu jezdce. Za jezdci šli čtyři hajduci. V pravici drželi karabáč s krátkou násadou. Obličeje zakrývaly pěkné škrabošky. Dva mladíci, asi patnáctiletí byli „laufry“ (běžci). Měli bílé kalhoty, bílou suknici po kolena a halenu s rukávy, vše bílé, s pentličkami různých barev. Pás obepínala široká pentle a hlavu kryla čepice v podobě korunky. Bílý len zakryl úplně přirozené vlasy. Na levici měli laufři připevněný zvoneček a v pravé drželi karabáček.
Klapačku představoval silný mladík. Nosil tyč, na jejímž konci připevněna hlava loutky obšitá kožešinou s dlouhými čelistmi, kterými byl provlečen silný motouz. Tím zatáhl mladík dle potřeby, a čelisti pak klapaly o sebe. Na koncích huby měla klapačka kousky kůže z ježka. Od hlavy až k patě byl mladík zahalen houní a jen pro obličej si nechal malý otvor aby viděl na cestu.

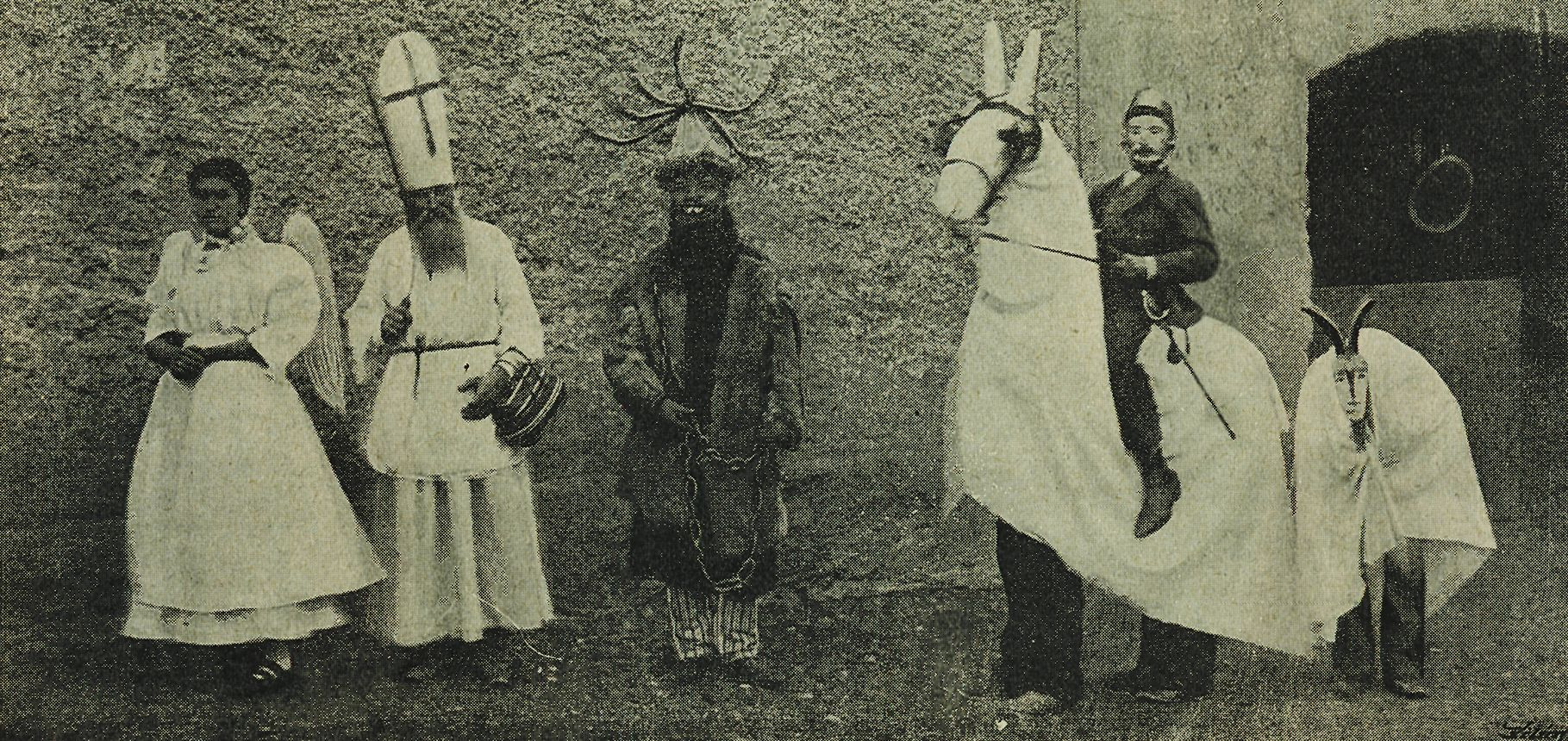
Fotografie skupiny masek na svatého Mikuláše.

Za Židy přistrojili se dva starší veselí muži, kteří měli koženky do bot srstí dovnitř, kabáty upravené jako „špicfrak“, klobouky se širokými střechami, ale nízko sražené "na tři facky". Na obličeji nosili škrabošku s notným nosem, ranec přes rameno a v ruce silnou hůl. Za nimi šel černě oblečený kominík s bílou čepičkou, na rameně měl štětku a v ruce krátký žebřík. Pohodný (ras) přicházel v plátěných kalhotách a černé kazajce. Na hlavě jej zkrášloval vysoký klobouk, přes rameno nesl pytel a v ruce silnou hůl. Starší a menší muž ve škrabošce s dosti znatelnou bradavicí na objemném nose představoval sedláka. Měl žluté koženky (kožené kalhoty), zasunuté do vysokých bot. Koženky byly na širokých šlích s přezkami. Hlava byla přikryta ošumělým širákem. V levé ruce nesl sedlák tlustou hůl, v kapse měl pikslu se šnupavým tabákem a z veliké dýmky vypouštěl obláčky dýmu. Selka měla oblečenu černou sukni se širokou modrou pentlí. Červené punčochy a střevíce s přezkami od koňského chomoutu kryly nohy. Krátký kabátek, hodně strakatý, byl vycpán kolem boků i na prsou obklady pro větší objem. Hlavu zdobil velký šátek. Kuba, syn těchto selských manželů, býval nejvyšší ze všech účastníků. Na hlavě měl klobouk s menší střechou (krempa), v ruce silnou hůl a v ústech dýmku jako táta. V průvodu mnohdy chodily i další postavy, někdy se průvodu hrdě zúčastnil i místní strážník, nazývaný tehdy lidově policajt. To mělo za výhodu prevenci větších výtržností.
Za smrť (smrtka) se přestrojil vysoký muž. Byl zahalený v bílém. Obličej kryla škraboška kostlivce. Po stranách prsou byla nakreslena žebra černými pruhy. Smrť nosila na zádech dítě z hadrů upravené hlavou dolů. Dítě mělo taktéž na prsou černé pruhy, značící žebra. V rukou nebo na rameně nosila smrť dřevěnou bíle natřenou kosu a měla dřevěný brousek.
Svatý Mikuláš sebou bere také „zlého“ (čerta), ve Slatině jej znali jako „krom-puse“ (krampus). Za „zlého“ se strojí svobodní mužští i dívky. Oblečou na ruby kožuch dlouhý až po zem, potom se opásají řetazy. Místo jazyka je pruh červené látky. Ovážou se slamou a povříslama.
Z Mikulášova průvodu vstoupili do stavení nejprve hajduci, oznamujíce svůj příchod zvoněním a práskáním karabáčů, ve světnici ukazovali svou mrštnost, vysoko skákajíce rovnýma nohama na lavice i na stoly. Dívky se musí mít na pozoru, aby je hajduci se svými nepěknými škraboškami nezulíbali. Hajduci nutí mládež k modlitbě, šťouchajíce a mrskajíce ji. I dospělá chasa se musela bez okolků modlit, jinak „zakusila chladné lázně“. Čerti ji vynesli ze stavení a bez smilování hodili do nedalekého močálu.

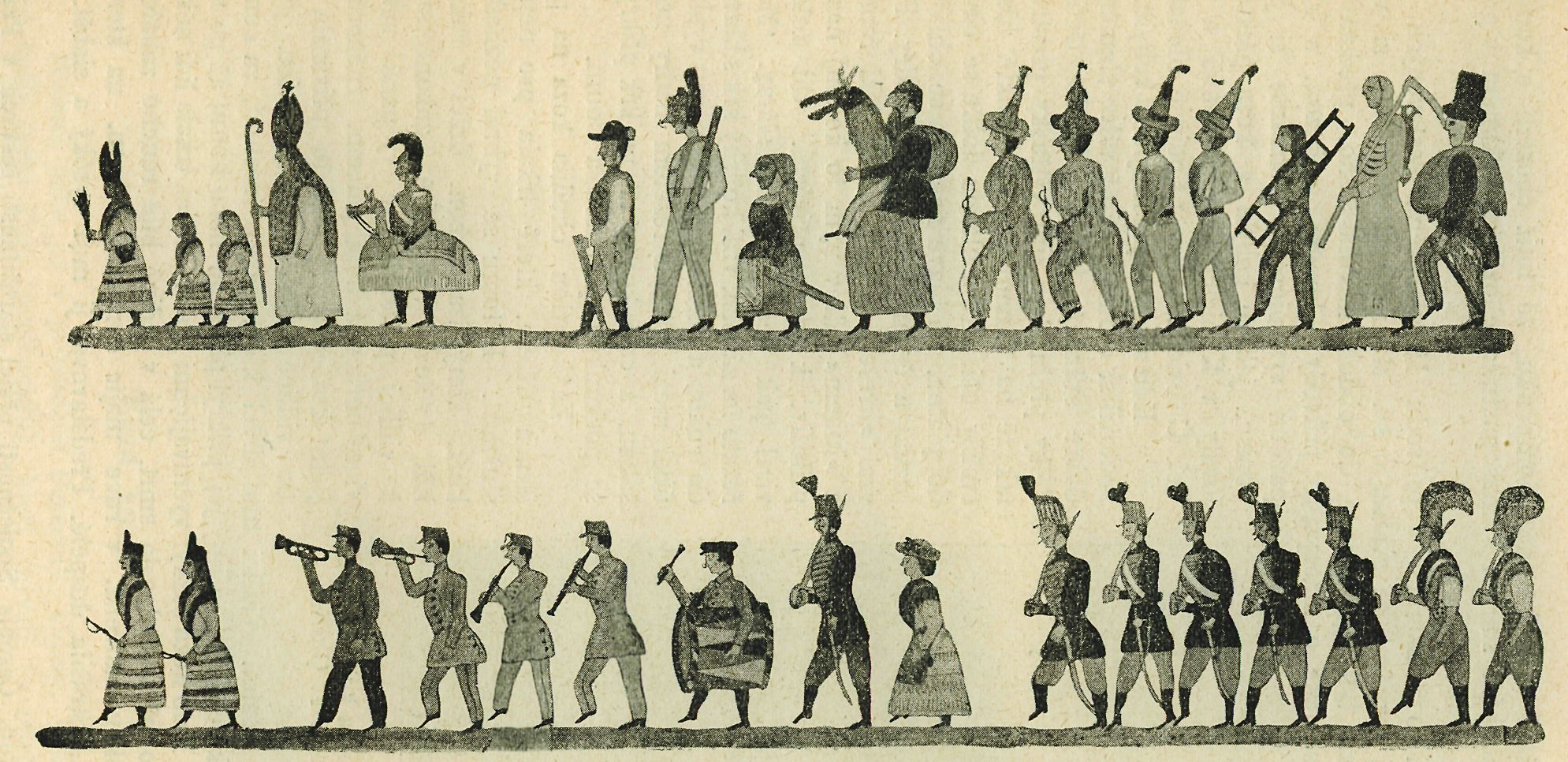
Průvod na svatého Mikuláše se zřetelně vyobrazenými maskami.

Poté přichází hudba, hrající pochod, a za ní kráčí pán s paní (představujíce majitele panství) v čele husarů. Za husary následují myslivci, Turci a mouřenínové. Teprve poté přichází biskup (Svatý Mikuláš) jemuž přítomní prokazují úctu. Po výzvách Mikuláše k modlitbě představení pokračuje veselými výstupy Židů, andělů, a dragounů. Židé například nabízejí hospodáři ke koupi jeho vlastní věci. Peníze vyžaduje při vystoupení rovněž klapačka. Celá tlupa chodila po vesnici, nahánějíce pekelným křikem dětem hodně strachu. Zíbrt popisuje: „…děsili po domech děti a s čeládkou neslušně a nelidsky zacházeli.“
V Uhřičicích u Kojetína se „svaťoškem“ chodíval „pók“. Někdo oblékl se do dlouhé hanácké košile tímto způsobem: hlavu prostrčil otvorem na hrudi, límeček na hlavě se pak zavázal, ruce si dal do rukávů a zbytek těla ukryl do podolku košile. V ruce míval „pók“ (šídlo). Když se „svaťošek“ se vyptával dětí, „pók“ vlezl pod stůl a sídlem píchal mladé a děti, především ale dívky. Když ho někdo za píchání odměnil kopancem, svinul se jako pavouk a nechtěl vstát, takže ho museli zvedat.
Ve Slavkově u Opavy chodil Mikuláš a dvě Mikulášky přistrojené do bílých šatů a bílých karkul z mušelínu na hlavách. Mikulášky zde zastávaly roli andělů, podělují děti sladkostmi.
Mikuláš zkoušel popořadě děti ve světnici ze znalostí. …co je to jedna? ptá se. Tázané odpoví - Jeden jest Pán Bůh na nebi. Druhého se zeptal: Pověz ty mě, co je to dvě? Dítě: Dvě jsou desky Mojžíšovy. . . . Šest? — Šest štoudví kamenných, vínem naplněných. Sedům? — Sedům je svátostí atd.
Když odcházela postava svatého Mikuláše z domu, rodiče mu děkovali: „Děkujeme vam sv. Mikolašku, a prósimy vas přijeďte za rok zas.“ Čert často některé dítě odnesl (nebo se o to pokusil) z domu pro zastrašení nebo pro smích.

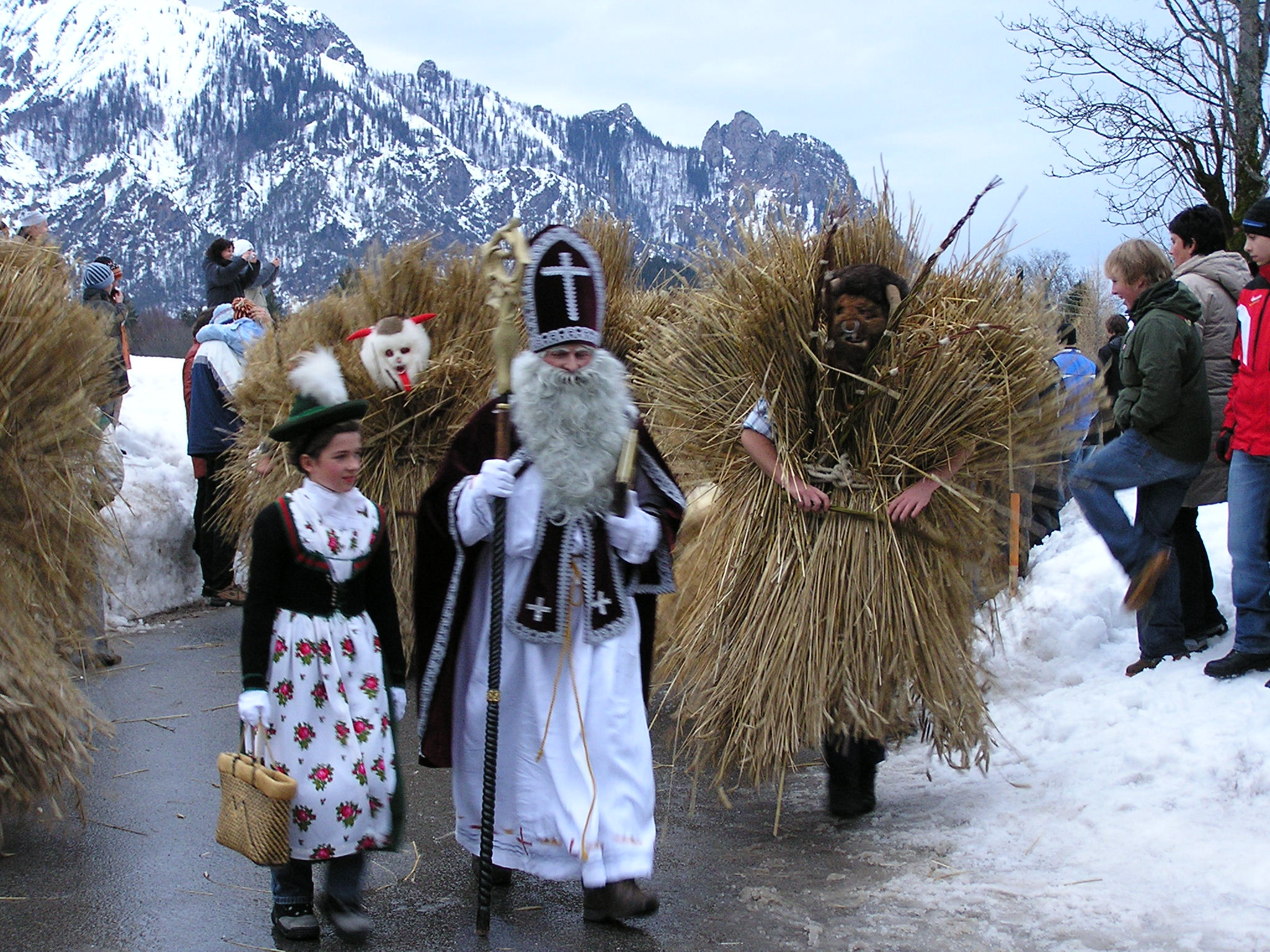
Průvod s čerty (také jako "gert") omotanými slamou jak bývalo zvykem například na Hané.

Někdy Mikuláš nebýval dost opatrný a prozradil se něčím, že nepřišel s nebe. Děti které se třeba zeptaly maminky: „Maminko, bel to svaté? Nebel to náš Francek?“ dostaly odpověď „Bodeš ticho, děvčesko, deť svaté poslóchá za komínem (nebo za dveřma).“
Ráno po svátku posílaly dětem tetičky a kmotřičky „Mikoláša“, tedy rozličné dárky, sladkosti, ovoce, ořechy, jablka. K oslavě lidové památky tohoto světce přispívali na trhu mikulášském nejvíce perníkáři a pekaři svátečními výrobky, například perníky s obrázky a ozdobami, jenž rodiče dětem v předvečer svátku nakládali za okna „od Mikuláše“.
Fabricius, Mravná naučení (1761) o slavení svátku svatého Mikláše soudí: „Učiním-li počátek od dětí a to sice od těch, které ještě sv. Mikuláše neznají, snadno uhodnu, o čem se jim v advente zdává, totiž: nejvíce o sv. Mikuláši, že jim něco naloží, tomu např. nový šaty, druhému že buben, třetímu že píštalu, čtvrtému že koně, pátému že cukr, mandle a fíky. Než mnohému dítěti zmehne, neboť ráno vstane, jako jindy nemodlené, nic jiného nepostihne, leda dobrou, čerstvou metlu, na nejvejš některý ořech nebo jablko; ale přejte dětem jejich radosť, pokud k tomu měšec sv. Mikuláše stačí, dopomáhejte jim, aby se jim jejich sen vyplnil, poněvadž tím způsobem rodičové často více vyřizují u svých dětí než laním, zlořečením, hromováním, klovcováním, nebo talířem po nich házením.“
Kazatel Seelisko v roce 1774 napomíná účastníky průvodu, aby se dělo „při tom starodávném obyčeji předkův... všechno s mírou a rozumným rozvažováním, bez nešikovného, ano i mnohakráte velmi škodného strašení mládeže a bez všech k vychování dítek nepatřících okolostojičností.“
Zíbrt píše, že „pro bujné výstřelky byly obyčeje a obřady lidové zapovídány a vyhynuly. …chození Mikulášů přemnoho mrzáků nadělalo.“
Příklad říkadla, které pronášel svatý Mikuláš při příchodu do světnice:

Svatý Mikuláš: Pochválen buď Ježíš Kristus! 

Hospodář: Na věky! Vítám tě, svatý! 

Čert: Hr! hr! hr! 

Svatý Mikuláš (sám zpívá): Já jsem svatý Mikuláš, neboj se, kdo posloucháš! Hodně děti miluji, vzdorné prutem maluji.

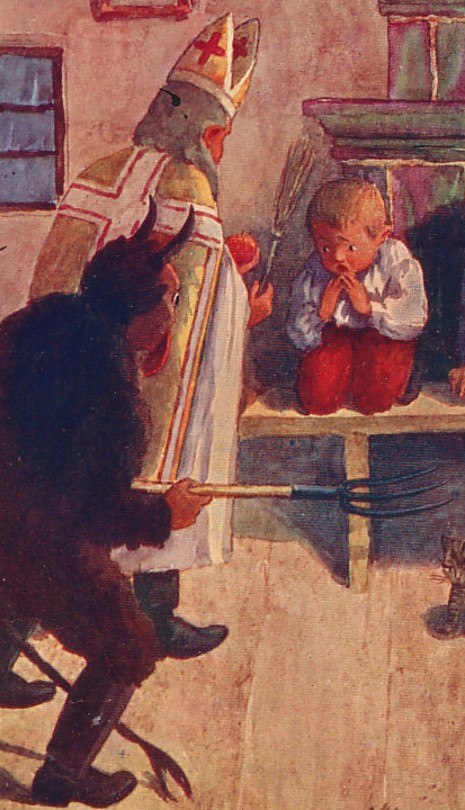
Svatý Mikuláš ve světnici, strašení dětí.
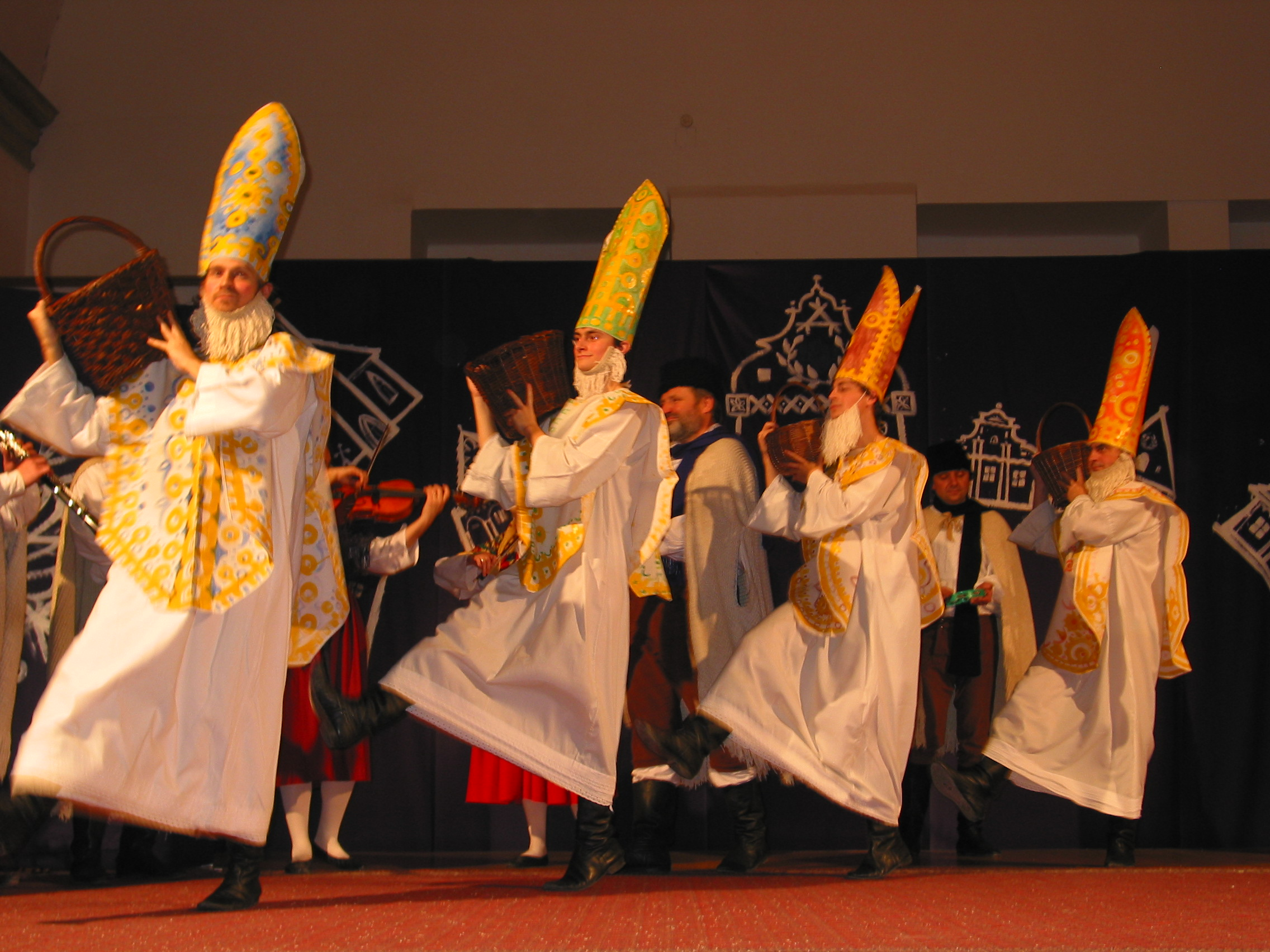
Vystoupení Chorea Bohemica s maskami svatého Mikuláše.
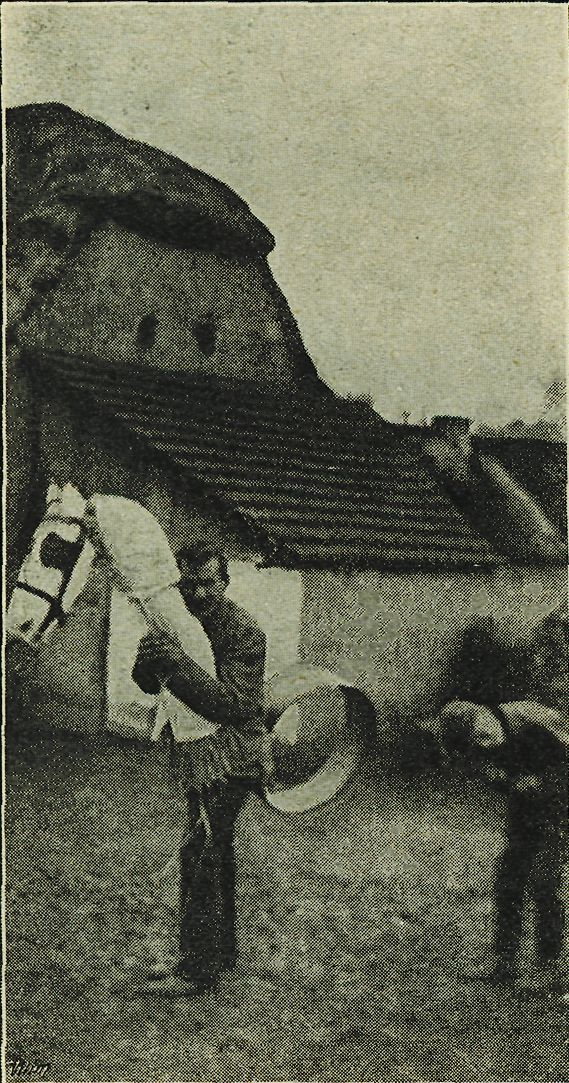
Příprava masky koně, nebo koně s jezdcem.

### Svatá Lucie

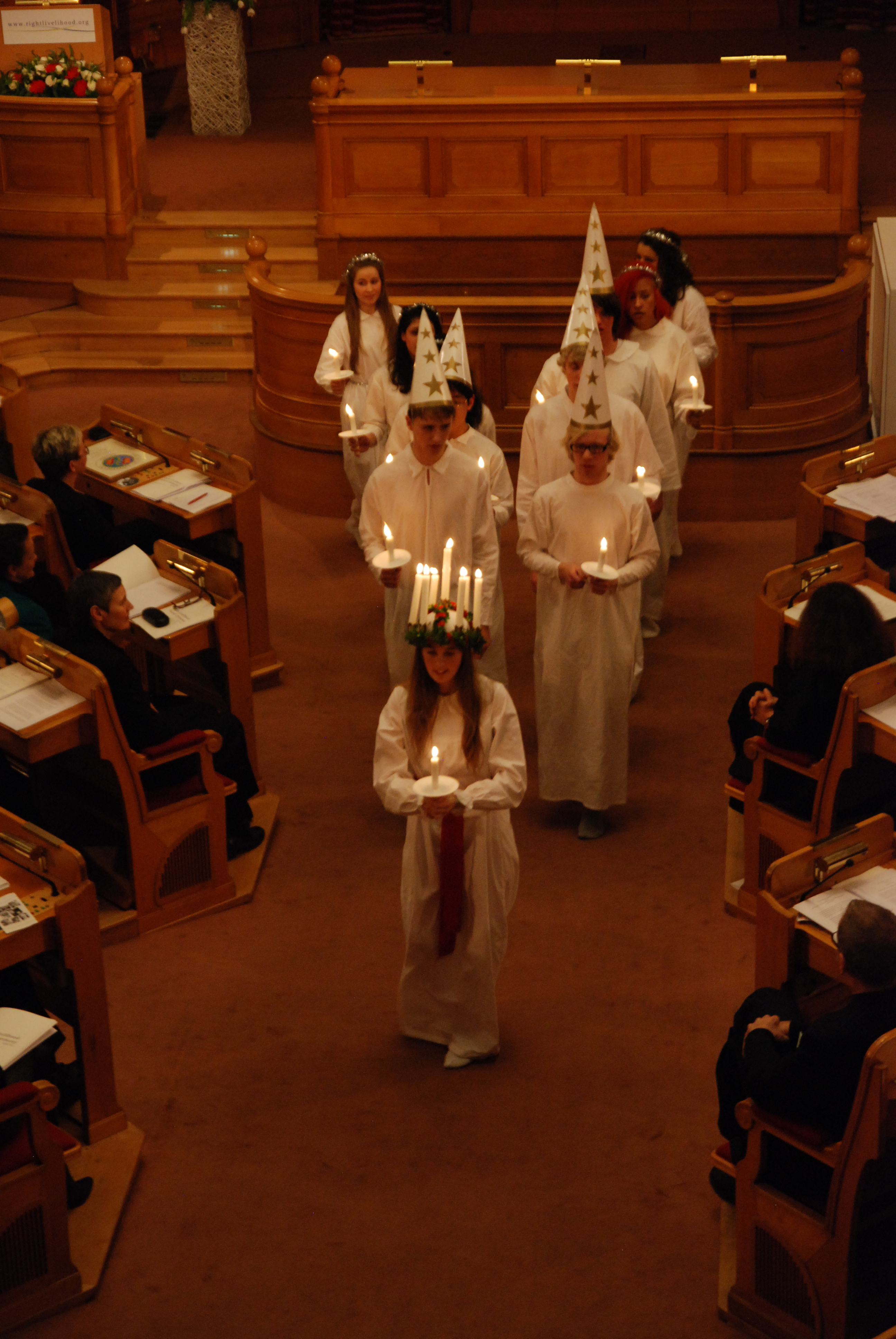
Procesí svaté Lucie podle severské tradice.

Svátek Svaté Lucie je oslavován 13. prosince. Dle lidové víry je svatá Lucie ochranitelkou proti čarodějnicím. Od svátku svaté Lucie až do Božího narození dávají hospodyně kravám kousek těsta, smíchaného s rozličným kořením a zeleninami, aby neměly nad nimi čarodějnice moci. Na sv. Lucii se podle pověry všechny čarodějnice shromažďují na Radhošti k ďábelským rejům. Noc před svatou Lucií má pro kouzla podle lidové víry zvláštní význam.
Na Lucii každý má sníst kus česneku, aby mu stryga (čarodějnice) neublížila. Toho dne nesmí také žena vstoupit první do domu.Staré lidové pořekadlo tvrdí, že svatá Lucie noci upije, což znamená, že se na svátek svaté Lucie začne zimní den opět prodlužovat. Tato pověra je pradávného původu a je rozšířena všude v Evropě. Původně byl totiž svátek svaté Lucie v předvečer Vánoc, 23. prosince, ale byl přesunut se změnou juliánského kalendáře na gregoriánský.
Svatá Lucie třináctého prosince byla zpodobněna jako bíle oblečená osoba, mlčící, se zamoučeným obličejem nebo maskou, z bílé masky na obličeji čněl dlouhý hrot. Někde chodila kobyla Lucka s celým bujarým průvodem, který prováděl různé neplechy, jako loutka s koňskou hlavou. Jinde je Lucie popisována: „na hlavě králičí kůži, na těle obrácený kožich, v pokrvácené ruce nůž… …jak hrozně vypadala tato obluda v přítmí blikavého světla za zimního večera v nízké světnici venkovské pro strach dětem i dospělým.“ .
V Česku chodila Lucie, na rozdíl od severské tradice, bez věnce, se svícemi na hlavě. V ruce nosila peroutku a vařečku nebo velký dřevěný nůž, ale u této tradice je popsaná poměrně velká různorodost. Lucky kontrolovaly pořádek, neposlušné děti, dodržování půstu a zvyku, že se 13. prosince nesmí drát peří ani příst. Kdo zákaz porušil, toho přišly Lucie klepnout přes prsty vařečkou a pocuchat mu přádlo. Nehodné děti svaté Lucie strašily, vytahovaly z postelí a cpaly do džberu (menší kádě), chtěly jim dloubat oči, propíchnout břicho nebo si je odnést. Poslušným dětem Lucie nadělovaly do punčoch. Peroutkou z husího křídla ometla ve světnici prach, vyčistila police a skříně a všechny učesala hřebenem. na Přerovsku byly „Lucky“ prohánějící hospodyně a vymetající dům koštětem doménou rozverných mládenců. Podle některých zdrojů vesničané věřili, že se na svátek svaté Lucie scházejí čarodějnice, aby škodily dobrým křesťanům. Tradice se ale byla různá.
Okolo Křesejna, Zvíkovce, Prahy a Zbirohu byla zaznamenána tradice, že večer před svátkem svaté Lucie chodí bílá žena celá v bílém po domech s velikým nožem a hledá, kde jsou děti, kterým chce párat břicha, jestli se o advente nepostily, střídmě živy nebyly. Nicméně tento úřad jinde zastává svatá Lucie.
Jakub Jan Ryba o Lucii píše:„Jak ta vyhlíží! Ó, ta jest strašlivá. Ta bere vám neposlušné děti do břicha. Oho, toť by muselo býti břicho!“
Jako příklad vhodných a tradičních staročeských divadelních her je doporučován Actus pobožný, jehož autorem je A.F. Kozmanecius a bývá předváděn během Vánoc. Nicméně v literatuře lze najít například i zdařilé scénáře představení o umučení svaté Lucie.

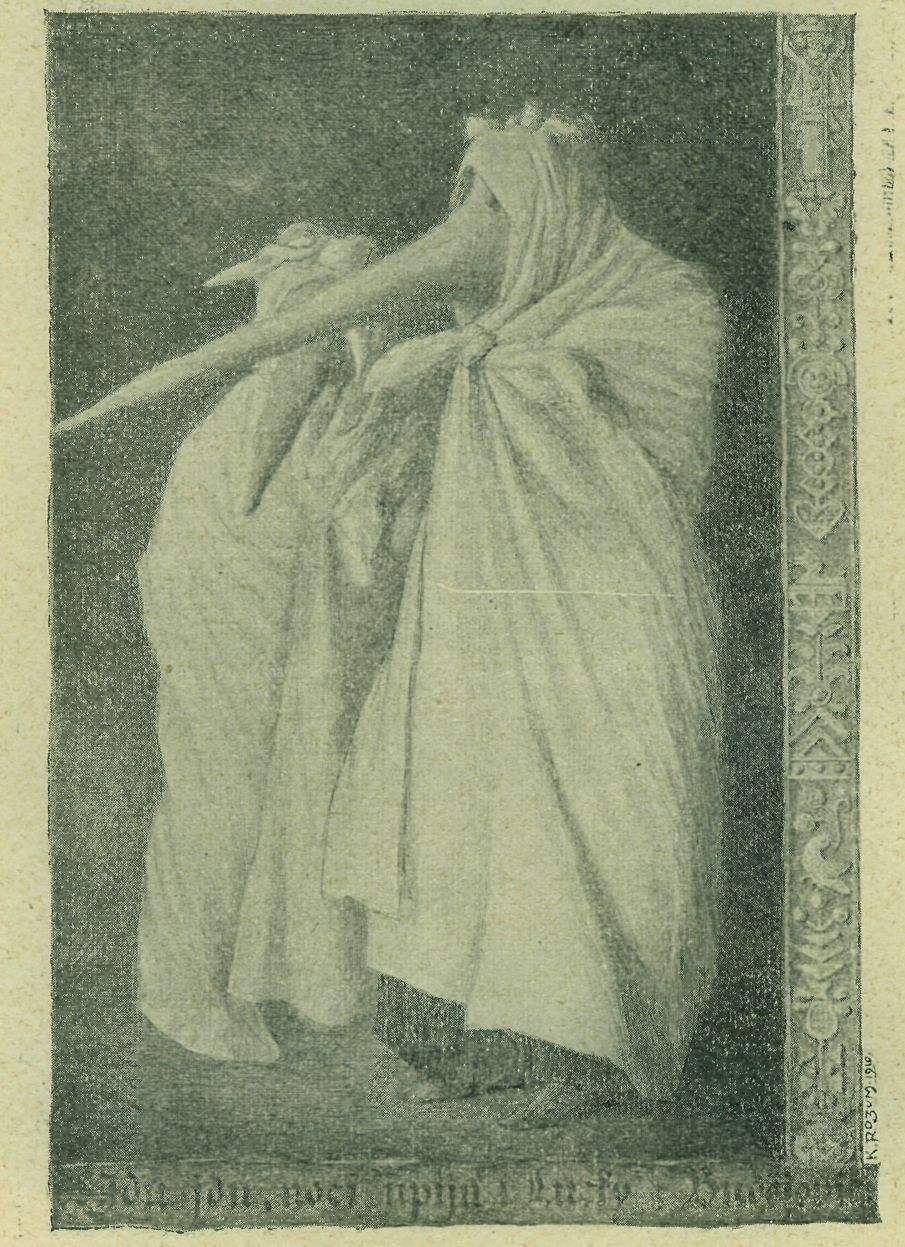
Lucky z Budějovic.
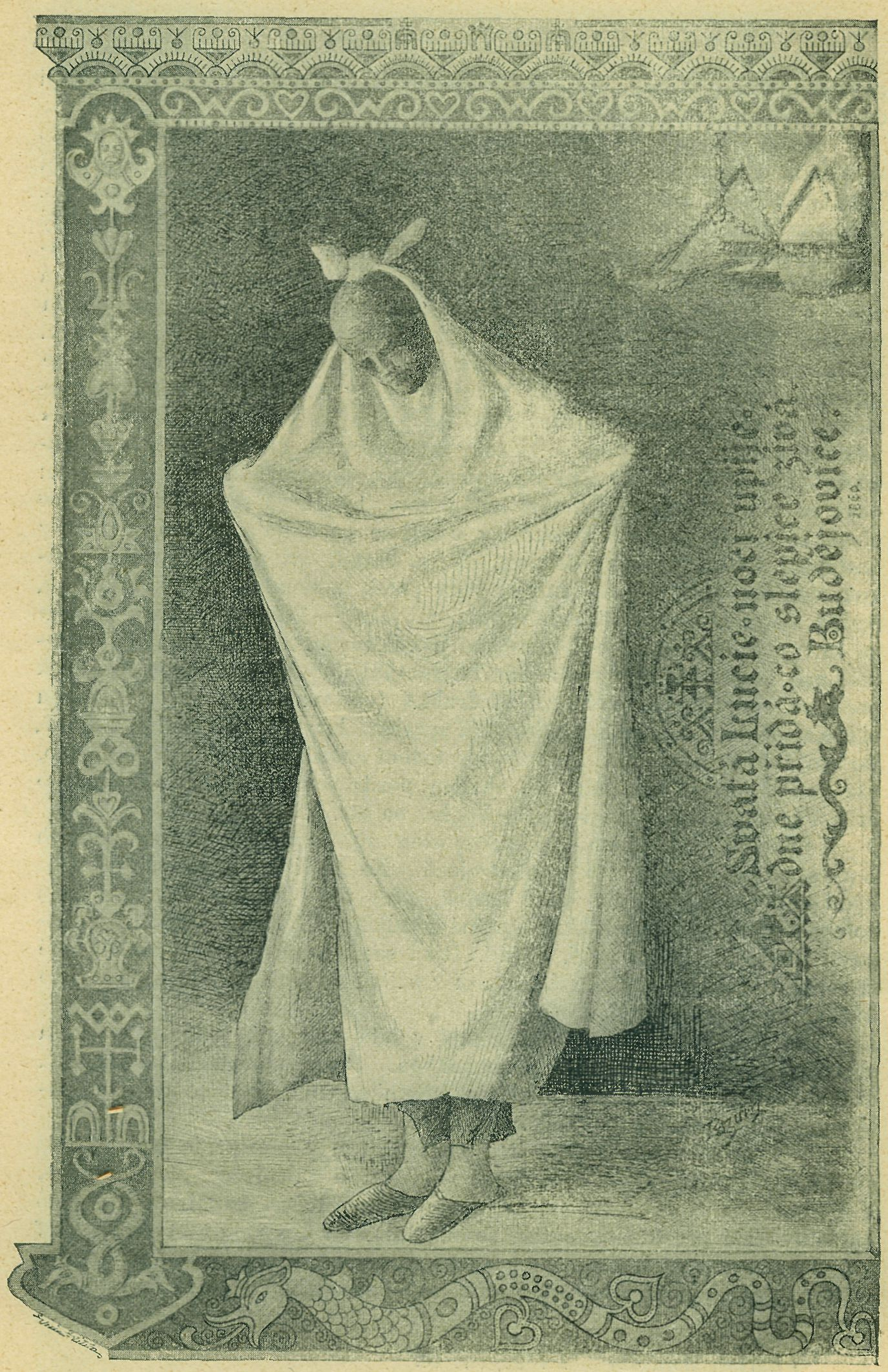
Obchůzka Lucky (Luci) ve Jihočesku.
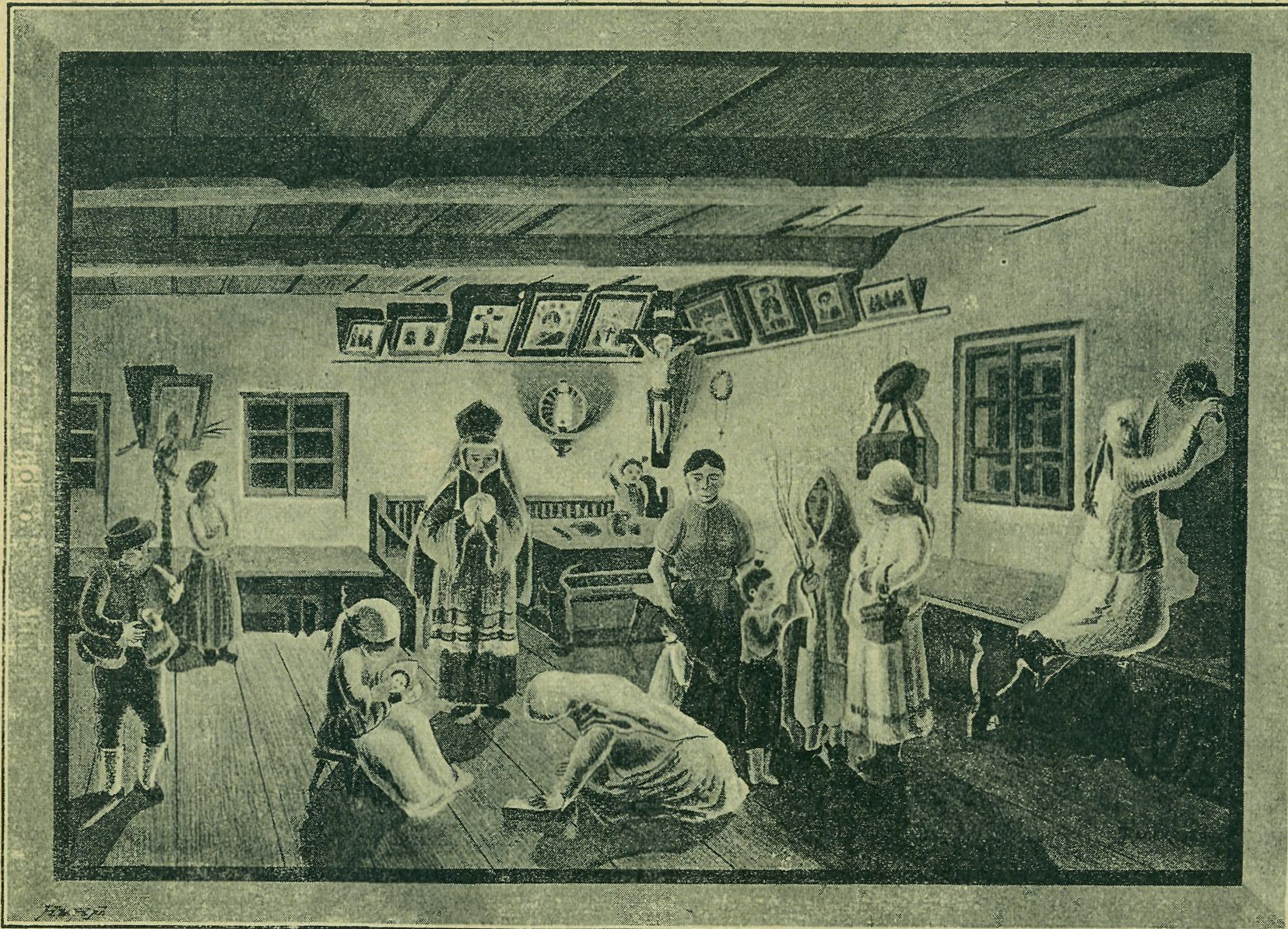
Lucky v Kostelci u Vorlíka.

#### Žber
Třináctého prosince chodil rovněž Žber je popisovaný Č. Zíbrtem jako veliká bytost, celá pokrytá koudelí. Žberem rodiče strašili děti velmi účinně. „Kde měli nedobré děti, tam zastavil, vešel do jizby a nepoddanci prý rozřezal břicho, vnitřnosti vybral a místo nich vložil koudel.“ popisuje Č. Zíbrt pověst. Postava přicházela 13. prosince a vozila s sebou na vozíku taženém dvěma koni nebo osly pytle koudelí. Za týden se Žber vrátil a mrtvé již zlobivé dítě odvážel do svého obydlí, až daleko, kdesi za Kojetín. Ze Žbera měly děti veliký strach, matky hrozívaly: "Budete ticho, že na vás zavolám Žbera!" — a děti hned ztichly jako beránci.

## Štědrý den (Štědrý večer)
Předvečer svátku narození Ježíše Krista, 24. prosince, Štědrý den, či přesněji Štědrý večer, je považován lidmi odedávna za zvláštní dobu, kdy působí silněji kouzla. Některé lidové zvyky, provozované v tento den, pocházejí dokonce ještě z předkřesťanské doby. Kolem roku 1400 popsal sedm nejběžnějších českých lidových tradic, spojených se Štědrým večerem, benediktinský mnich Jan z Holešova. Těmito zvyky byly:
- půst,
- pohoštění a almužna,
- vzájemné obdarování,
- příprava bílého pečiva v podobě klínu či pletence (patrně vánočka),
- pojídání a krájení ovoce,
- chození na koledu a karnevalový průvod,
- kladení slámy na podlahu.

Jan z Holešova si byl vědom toho, že některé popisované zvyky mají pohanský původ, avšak jejich udržování podpořil citáty z bible. Učený benediktin naopak ostře kritizoval, že někteří lidé tyto zvyklosti provozují z pohnutek, které jim "našeptal ďábel", tj. ze ziskuchtivosti, touhy poznat budoucnost a posílit moc kouzel: „Vskutku nikdy v celém roce se neprovozuje tolik a takových kouzel jako o tomto svátku. A proč je tomu tak? Protože je to veliký svátek, proto chce také ďábel mít z něho veliký podíl. Proto vkládá lidem do mysli přesvědčení, že pro velikost tohoto svátku mají i jejich kouzla větší moc.“

### Štědrovečerní lidové tradice

#### Půst
Štědrý den je poslední den půstu, kdy na stůl patří jen bezmasá jídla a polévky. Je známa pověra, že ten kdo se na Štědrý den postí, uvidí zlaté prasátko. Jde o velmi starou pověru. Již Šimon Žlutický v roce 1588 zmiňuje v dopise, že na Štědrý den byl bez jídla, pití, zlatých prasátek. Škádlívali se pak odleskem zrcadélka, které jako zlaté prasátko „běhalo“ po zdi.
Perchty (také Peruchta, Šperchta, Parychta, Šperechta) kontrolovaly dodržování půstu na Štědrý den. Tato postava není totožná a s Bílou Paní, Perchtou z Rožmberka a není zde žádná souvislost.
Perchty nebo Šperechty chodily na Štědrý večer od pradávných časů až asi do roku 1845. Dětem nadělaly velkého strachu. Chodily dům od domu, a kdo se hodně najedl, toho chytily a chtěly rozpárat a vycpat hrachovinou. Šlo o strašidelné bytosti a jsou známy v jiném označení již od keltských národů. Představovaly pokání, symbol zla s děsivým obličejem a s vyplazeným jazykem. V ruce nosily škopíček na krev a v druhé ruce nůž a hrozily dětem, když budou zlobit, že jim rozpářou břicho. Břicho vycpávaly koudelí nebo hrachem, ukázky operace v zábavné formě předváděly. V rukopisu z roku 1418 je popisována strašidelná Perchta, která prý má zlatou hlavu, cínové oči, měděné uši, železný nos, stříbrnou bradu (vous?) a olověný krk.

#### Pohoštění
V hostincích bývala pro štamgasty (stálé hosty) kořalka svařená s kořením zdarma, jako projev díků.
Města jsou vánočně vyzdobena, stejně jako domy a někdy i okna a dveře domů. Soboty a neděle tráví lidé, ti kteří tyto dny nemusí pracovat, svátečně. Často vycházkami do přírody nebo do města, kde navštěvují trhy, muzea, kostely, galerie a jiná hezká místa. Celé období před Vánocemi má sváteční nádech. Během období před Vánocemi obyvatelé uklidí a vyčistí celý dům, nakupují dárky a pečou cukroví. Ve vánočním období jsou v ČR časté koncerty a děti na náměstích mají pod vedením učitelek vystoupení se zpěvem a hrami, ve školách a školkách ukázky prací s vánoční tematikou. Bývají připravovány betlémy, jesličky často se živými herci.

#### Štědrovečerní dárky

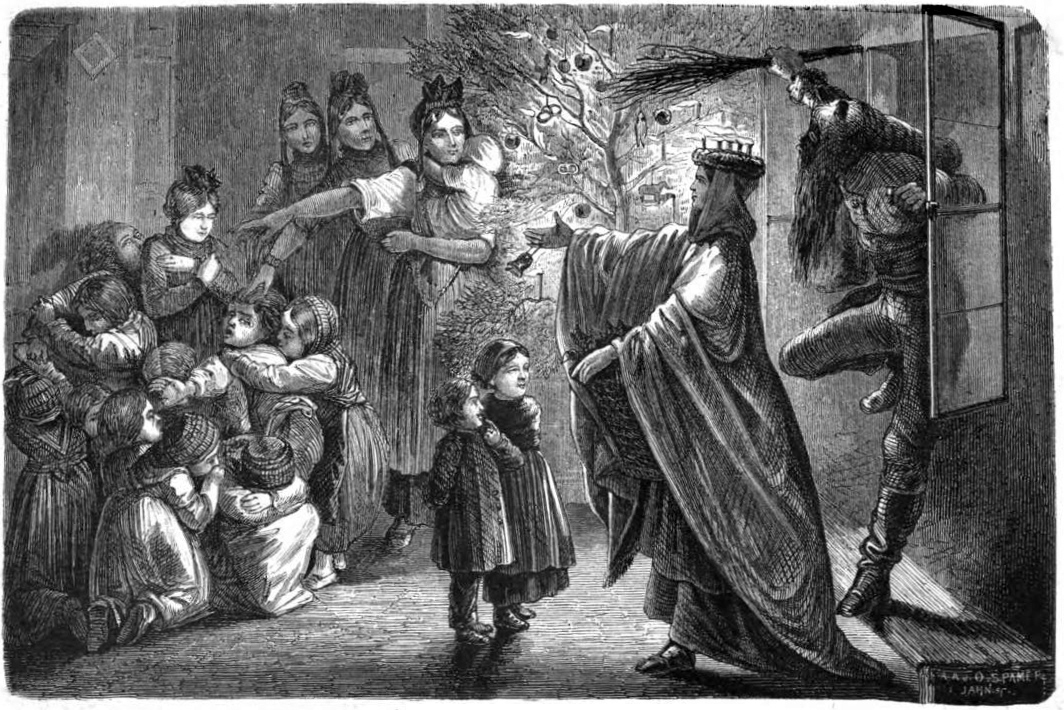
Christkindle, německá vánoční postava. V Podkrkonoší rozdával drobné dárky „Kristydle“, postava v bílém s křídly, napodobující anděla.

Na Štědrý den Stadičtí donášeli českému králi ošatku ořechů z lišky (lísky), „která vypučela z otky Přemyslovy“. Za to byli osvobozeni ode všech dávek.
Na Vysočině rozdávala dárky „štědrá bába“. Do světnice však nikdys nevejde, nebyla vidět nikdy. Děti pověsily punčochy nohavice, sukničky a podobně co možná blízko dveří. Když ráno vstanou, mají tam od Štědré báby nadílku.
V Podkrkonoší v rodinách s menšími dětmi je hlavní zábavou Štědrého večera „Kristydle“. Vánoční stromek je v 19. století v Krkonoších neznámý, mladí čekají na příchod Ježíška - „Kristydlete“. Bohaté štědrovečerní podělení v Krkonoších znamená jablíčko, oříšek, prostinká laciná hračka ze dřeva. Kristydle obyčejně představuje výmluvnější tkadlec zahalený v bílém plátně. Obejde několik stavení, zazvoní pod okny nebo za dveřmi a děti klekají před Kristydle a jsou podrobeny dosti obtížné zkoušce. Zkoušeny jsou modlitby, otázky z náboženství a biblické dějepravy.

#### Ovoce
Po večeři se ještě v 19. století dělaly z jablek a fíků a ze suchých hrušek, švestek, z kaštanů, rozinek, ale hlavně z ořechů podle fantazie a dovednosti zkušenějších figurky.

#### Koledy a karnevalové veselí
Chození po různých „Perechtách“ a jiných maškarách bylo na Štědrý den tak oblíbené, že se to ani vrchnosti nelíbilo. Poličský děkan Adam Kouřimský píše v roce 1586 v úterý po sv. Tomáši radě městské trpkou žalobu, že „kalafaktor s mendíky na Štědrý den do barev ďábelských se strojíce a černíce a šaty na rub obláčejíce, ne jináče než jako čerti, na ohavu každému dobrému a nejvíc na potupu Pána Boha všemohoucího po městě běhají, rozličné nezpůsoby provádí, k čemuž přijdou, kradou a mocí berou prodavačkám a potom ještě po domech holdují.“ Tento staročeský zvyk je srovnáván se zvykem srbským, polským a se zvykem ruským, vede k úvaze o příbuznosti bývalých všeslovanských zvyků na oslavu zimního slunovratu.
Betlémské ovčičky jsou popsány obyčej na Velízi u Žebráka. Před půlnoční mší svatou místní farář vyvedl všechny děti z chrámu i s obecním pastýřem. Děti běhaly kolem kostela a mečely jako ovce. Pastýř mečel jako beran .Farář šel za nimi. Podobně ženou dědinou na Štědrý večer ovečky, tj. jeden z hochů žene zástup synků před sebou, kteří bečí, zvonky zvoní a vyptávají koledu.
Čaputa (Caputa) chodil na Moravě po dědinách již na štědrý večer a pokračuje ve svých rozpustilostech na nový rok. Je to člověk malého vzrůstu oděný do napolo do mužských a napolo do ženských šatů, vycpaných slámou a senem, s řešetem na hlavě a býkovcem v ruce. Pokud potkal výrostka, bil ho býkovcem, aby prý lépe rostl a nebyl líný.
Baby byla dvojice osob představují postavy, celé, i přes hlavy zahalené šátky. V jedné ruce držely husí křídlo, v druhé hrneček s kolomazí. Chodily o štědrý večer i před novým rokem i na nový rok se strašidelným hlasem a slovy „Dejte holky nebo vdolky“. Bývají podarovány vdolky. Tradice je popsána z Bystřice u Benešova.
Štědrá bába, klokavá, klovcová, šťuchavá, vrtibába, byla bíle zahalená postava s maskou s dlouhým nosem. Někdy vymýšlela různé žertíky a hrozila metlou a jindy tajně nadělovala dárky. „Já jsem klovcová bába a chodím mezi Štědrým dnem a Novým rokem a mučím zlobivé děti. Některé stačí jen tak vyděsit, aby se bály...“ uvádí při výstupu postava ve skanzenu v Kouřimi.

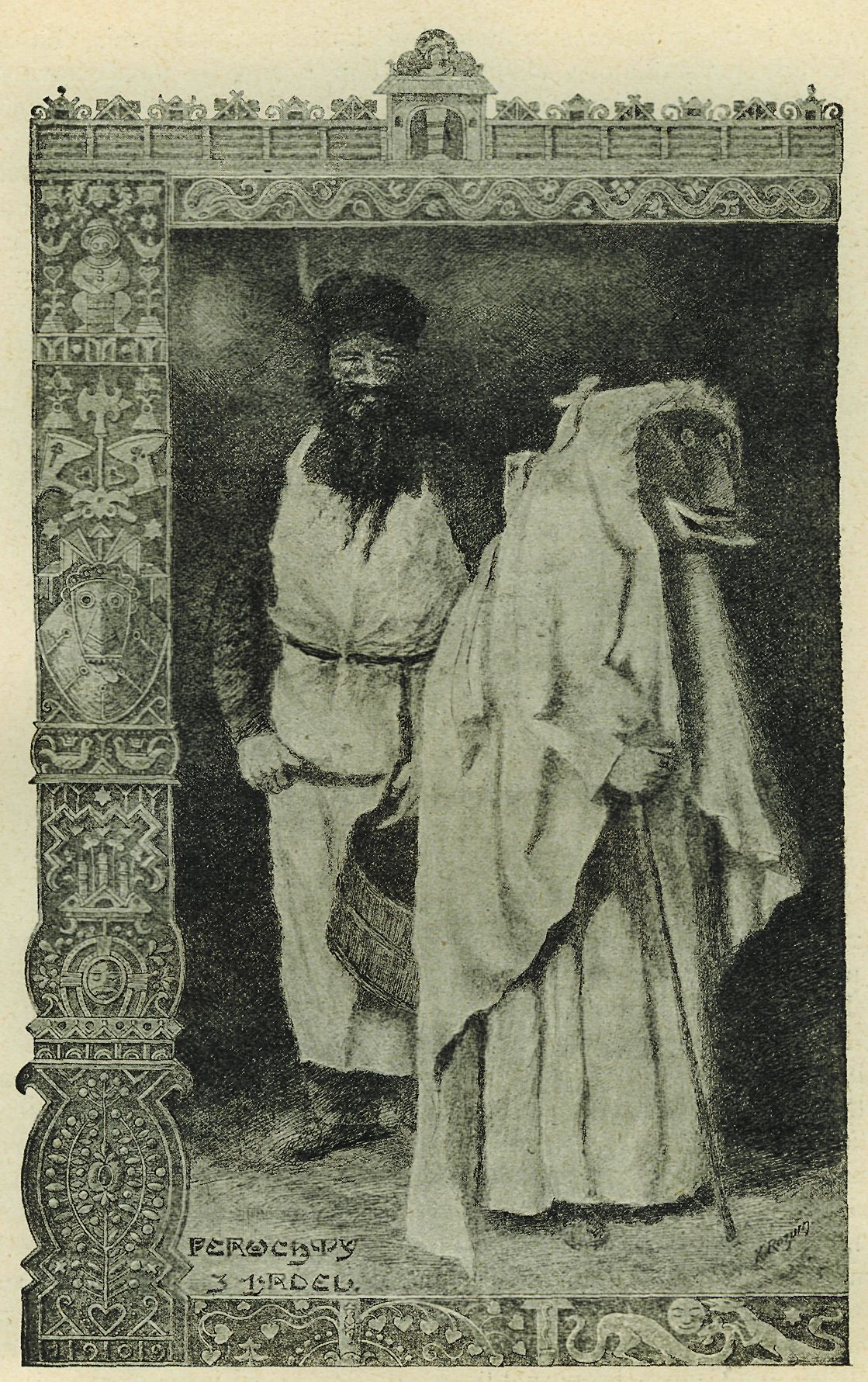
Perechta s doprovodem

Kališové (kalašové) jsou koledníci nebo postavy koledující o Štědrém dni, podle některých zpráv ještě před východem slunce. V Praze podle dobových zpráv chodil kališ s peroutkou (bílou nebo zlatou) a oprašoval nábytek a všechny osoby. Koledou si přivydělávali o Vánocích učitelé, rektoři, kněží a správcové školy, s touto koledou chodili i řezničtí učni, tedy nikoliv žebráci. Kališ je popisován jako „…muž, oděný v bílý rubáš, s korunkou z pozlaceného papíru na hlavě. V ruce měl kosinku rovněž pozlacenou a zpívaje písně vánoční obešel každou zelenářku, jejíž kosův a pak obou tváří se dotýkal tou kosinkou pro štěstí“ Podle jiných zpráv byl kališ oblečen pestře, s dlouhým ptačím perem za vysokým špičatým kloboukem. Odměnou je zboží které obchod nabízí nebo pár grošů.
Do 19. století po koledě chodívaly nejen malé děti, ale také dospělejší děti, studenti a žáci. Koleda byla pro žáky v 15. až 17. století důležitým zdrojem výživy. O vánoční koledě nosili s sebou děťátko. O koledě na Tři krále chodívali „s hvězdou“. Na koledě zpívali lidové i umělé vánoční písně a dostávali za to dárky. U některých sousedů byli přijati nevlídně, u jiných se dočkali nadávek. Po různých osudech byly koledy rušeny a místo nich placena za ně náhrada školákům, učitelům a duchovním. Malé děti však chodívaly po koledě dlouho a tento zvyk se místně na venkově udržoval až do začátku 20. století.

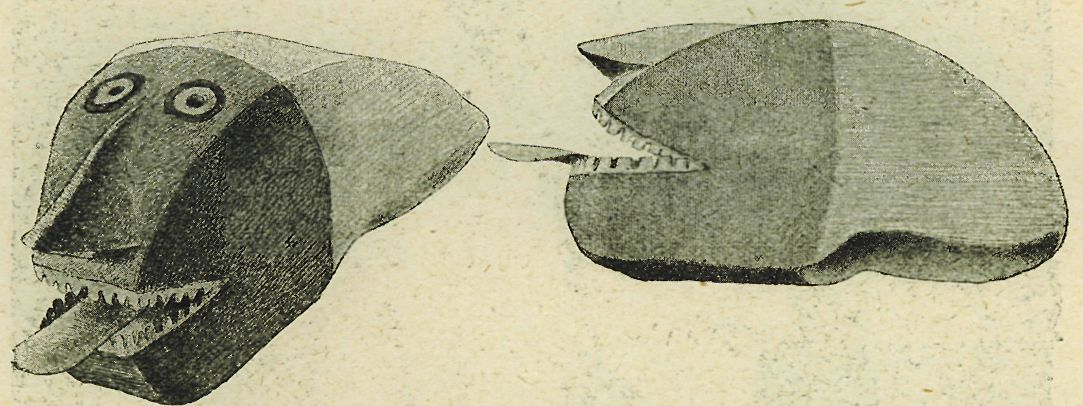
Perechtra, maska postavy

Vedle koledy duchovenstva a žákovstva neblaze prosluly o Vánocích koledy selského lidu, kdy za vybrané peníze bylo kupováno společné pivo čili „pivo kolední“ a při pití tropeny všelijaké nezbednosti. Na začátku 16. století byla sepsána vyhláška, v níž se zakazovalo pod trestem přísných pokut též také kolední piva aneboližto vobecní, kteráž sobě složíc mezi sebou peníze, v větších neb v menších počtech lidé sedlští kupují, aby jim odpouštěno nebylo, poněvadž skrz posvícení a takový jich sňatky aneb schuoze mnozí a častí svarové, mordové a jiní mnozí neřádové a hříchové proti Pánu Bohu se páší a tudy lid sedlský v rozpustilosti, k outratám, záhubě a chudobě přicházejí.

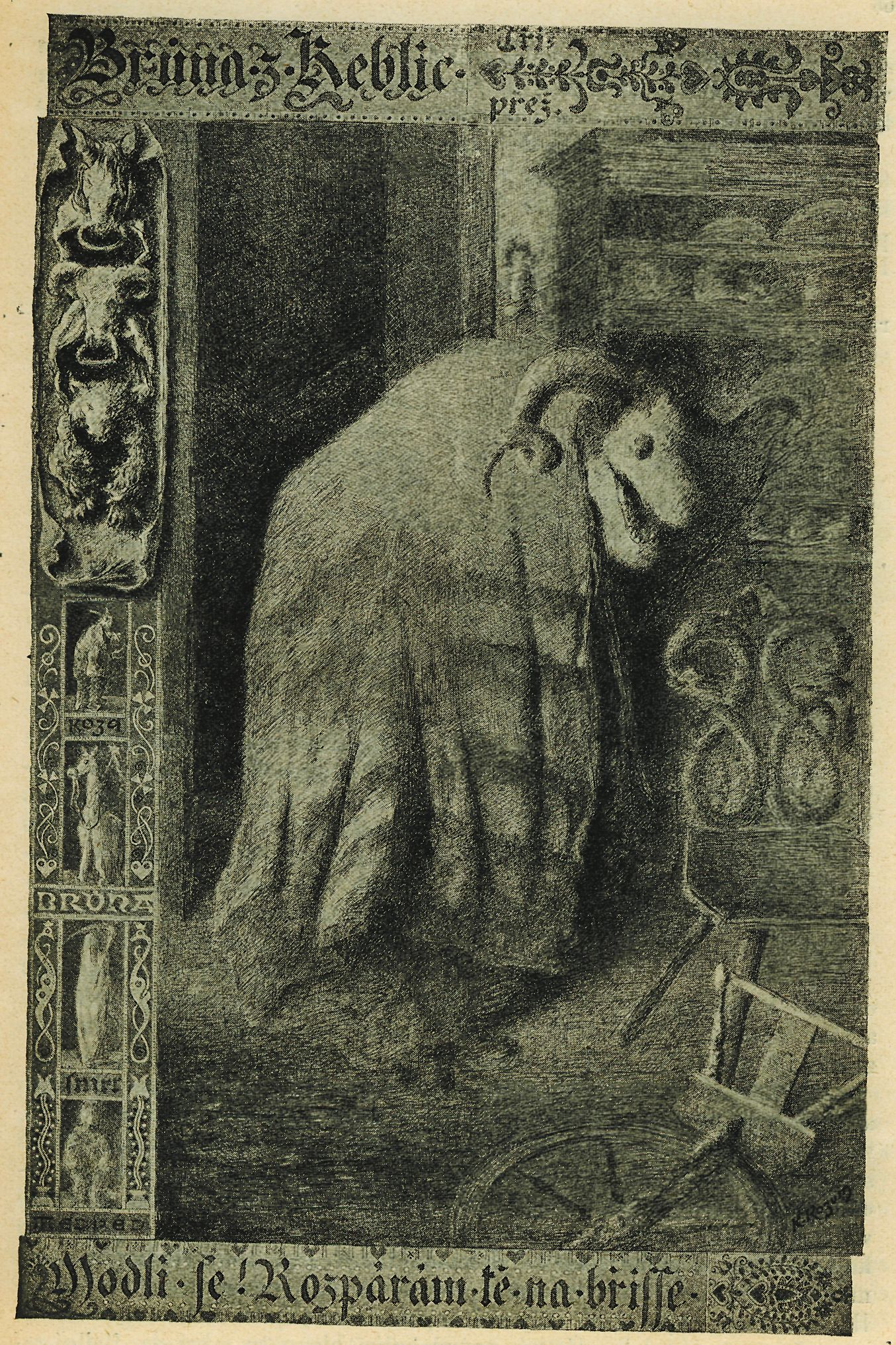
Brůny nebo také lucky či perechty chodily na Štědrý den a kontrolovaly dodržování půstu.

Radosti chození se "ščestím" (štěstím) na Opavsku a ve Slezsku okoušejí chudobné děti obého pohlaví na českém Těšínsku. Z jedle se uřeže se větvička, „četena“, taková, aby prostřední větévka byla delší a dva proti sobě rostlé výhony měly podobu kříže. Když se nosí, říká se jim „vinše“ (vinšovat = přát). V Dobré je „ščestí“ je mnohem bohatší, má více větví, obyčejně pět. Uprostřed se upevňoval obrázek a kolem něj věnec z papírových růží. Na větvích jsou papírové pentle. Ščestí se rozdávaly také na Nový rok. V rozlehlých osadách se ščestím přicházeli koledníci už kolem 3—4 hodiny ráno. Text koledy se ščestím zněl například:Štěstí, zdraví, pokoj svatý, vinšujeme vám. Nejprv pánu hospodáři, pak vašim dítkám.
Mezi zvyky popsané k horním Pojizeří patří Brusař, kterým si sousedi škodolibě na Štědrý den ničili přípravu vánoček. Mezi štědrovečerními zábavami na Moravě a ve Slezsku je oblíbené vítání Ježíška práskáním bičů a karabáčů. Pukati (práskat bičem) se smí až po večeři. Zvyk se podobá „pohánění koní“ práskáním na svátek svatého Mikuláše.
Při obchůzkách a hrách koledníků s jesličkami se jesličky rozšířily ve zvláštní vánoční divadelní výjevy. Chodívali postavy oděné jako pastýři, andělé, čerti a s nimi mládenec řečník, po chalupách, nosili s sebou malý Betlém, přednášeli říkání vánoční.
Až do šedesátých let 19. století, ve vánoční době, chodívalo podle starého zvyku v okolí Jilemnice pět výrostků provozovat zvláštní kolednickou hru. Jeden z nich představoval anděla, přes oblek měl bílou košili, opásán byl červenou šňůrou, na krku červený šátek, na hlavě vysokou čepici se zoubkovaným okrajem z pozlaceného papíru. Dva byli pastýři či „Kubové“, s pastýřskými vysokými holemi a brašnami, v obleku obyčejném, dle možnosti podobném starému kroji pastýřskému. Mládenec taktéž byl v obleku obyčejném, ale šůsky nastrojené na způsob dřívějšího vojenského „fráčku“, s portami z pozlaceného papíru, po boku dřevěnou šavli v pozlacené pochvě, v ruce dřevěnou pokladničku. Poslední figura byl čert, všecek černě ustrojený, s nezbytnými rohy a vyplazeným jazykem z červeného sukna. Nesli malé jesličky a když vešli do světnice, pastýři poklekli před jesličkami a všichni zpívali: Co to znamená medle nového, viděli jsme tam nebe jasného; hvězdy překrásně svítí, musí tam něco býti... že se nám narodil Spasitel, celého světa Vykupitel. Ale také v ostatních českých zemích chodívali od Štědrého večera až do Nového roku chlapci u večer dům od domu s jesličkami. Chlév a figurky jsou buď z papíru nebo ze dřeva a upevněny na prkénku. Chlapci bývají obyčejně čtyři, jeden za anděla, ostatní jdou za pastýře. Pastuškové mají na hlavách široké klobouky a v rukou hole. Součástí hry bývá divadelní hra, kdy anděl budí staršího pastýře který odpovídá Kdo to na mě volá a mně spáti nedá? Průvod naznačuje že společně odcházejí do Betléma.

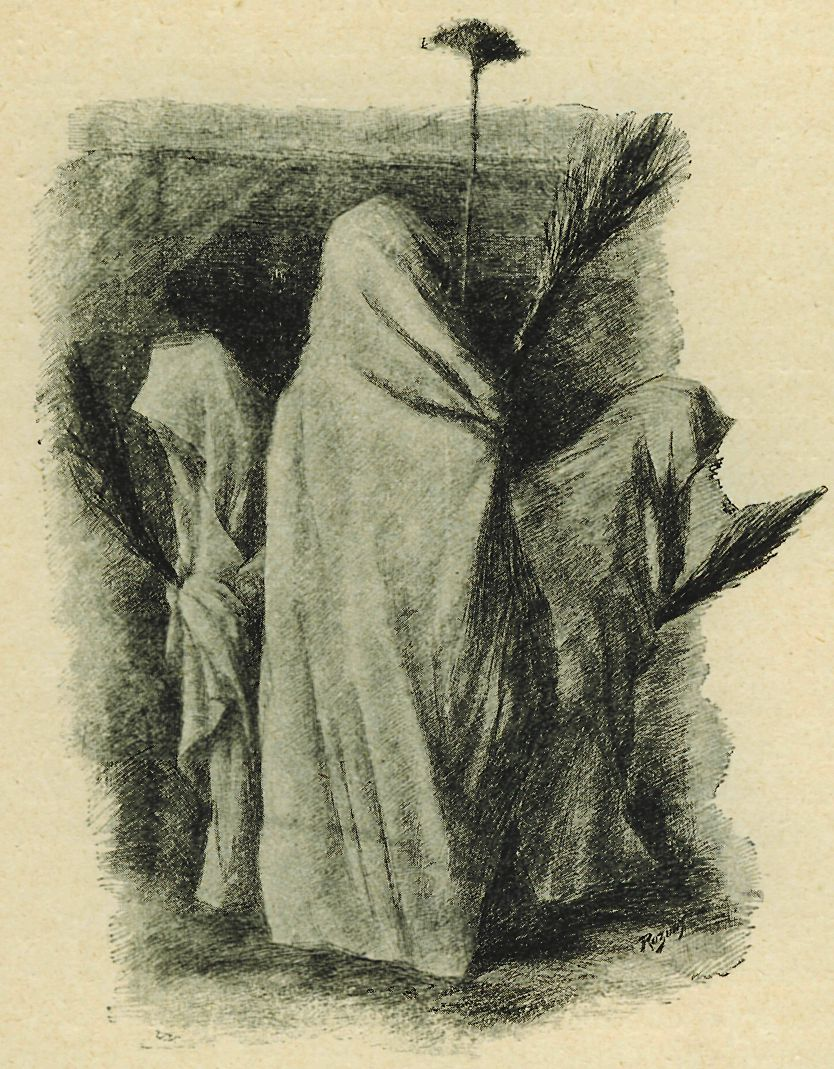
Ometačky chodily koledovat na Silvestra

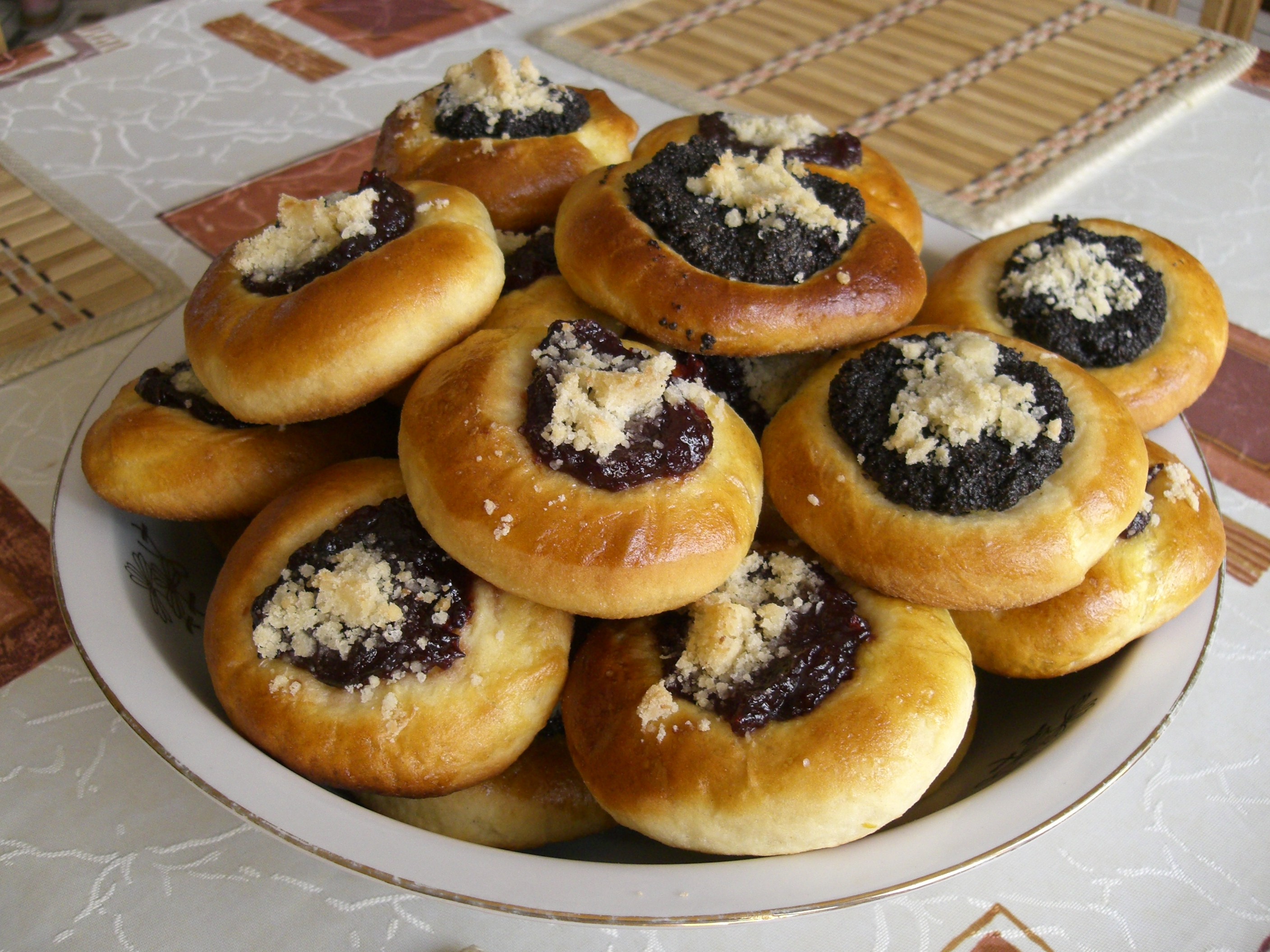
Makové koláčky dostávali pacholci a děvečky jako výslužku (zvláštní odměnu) na konci služby na Štěpána

Alespoň jednou za rok, právě na Štědrý den, po večeři a rozdání dárků, se hrávaly v rodinách karty a kostky, zvláště tam, kde se čeká na půlnoční, pro ukrácení chvíle a pro poškádlení hry jako Černý Petr a jiné karetní hry.

#### Jmelí
Ještě novějšího původu, než vánoční stromek, je v Česku obyčej se jmelím na Vánoce. Na konci 19. století přibylo mezi vánoční nezbytnosti v Praze i po českých městech vůbec, zelené jmelí s bílými bobulkami. S ohledem na skutečnost, že jmelí bylo spojováno s keltským, tedy pohanskými, čarodějnými zvyky, budilo mezi křesťany nedůvěru a obavy. Zíbrt uvádí, že „když se pak pod jmelím rozproudí blahopřání vánoční, čtveračivé škádlení a líbání, nezdá se nevinný obyčej se jmelím tak novotářský a nebezpečný..“
O jmelí existuje mnoho legend. Podle jedné z nich bylo kdysi stromem, z jehož dřeva byl vytesán kříž, na němž zemřel Kristus. Strom hanbou seschl do malých keříků a proměnil se v rostlinu, která přináší dobro. A stejně jako věřící přijímají tělo Kristovo i jmelí přijímá živiny z jiných stromů.
Pod jmelím se v dřívějších dobách v období Vánoc a Nového roku mohli muž a žena políbit v přítomnosti někoho jiného.
Ve středověku se jmelí také používalo jako významná léčivá rostlina. V lidovém léčitelství se jmelí používalo proti mnoha nemocem – “proti zimnici, běhavce, žlutici, souchotám, hryzení v životě (břiše). Proti padoucí nemoci se používalo všeobecně a také proti parazitům.”
Původně keltský zvyk upravila křesťanská symbolika. Lidé v 19. století podle Zíbrta nazývají rozvětvené křižovaté haluzky "svaté dřevo kříže". Jako prý z nebe padá semeno jmelí na stromy, že Kristus s nebe seslán na strom sv. kříže a vydal se za ovoce k užitku a spáse lidstva všeho. Také růženec proto robí z větviček jmelí v německých krajinách. Zvyk popisuje také Ch. Dickens v Kronice Pickwickova klubu: Byla to věru rozkoš, viděti pana Pickwicka v středu skupiny, jak ho tahaly sem a tam, hubičkovaly na bradě, na nos, zase na brejle a kolem do kola hlaholil rozpustilý smích .
Ve Walesu na Štědrý večer zastrkují jmelí pod střechu a hoši tam vedou děvčata a přejí šťastné, veselé Vánoce a Nový rok, rozumí se, také hubičkováním. Ve Francii na nový rok patří jmelí mezi první dárky.
V alpských krajinách přenášejí obřad s jmelím na Silvestra. V hospodě při zábavě visí věnec jedlový uprostřed. U kamen stojí ošklivá maškara „Sylvester“ s věncem ze jmelí na hlavě. Jak někdo stoupne pod jedlový věnec, Sylvester má právo ho políbit.

#### Vánoční stromek
Na Štědrý den, nebo před tímto datem bývá zdoben vánoční stromek. Ještě na konci 19. století je zmiňován jako zvyk cizí, ale běžný, a v polovině 20. století je nezbytností i na Moravě všude, kde jsou děti. Vánoční stromek je také často zdoben v kostelech.
Ozdoba vánoční oslavy je stromek s pozlacenými ořechy a jablky, cukrovinkami, pestrými papírovými řetízky, zářivými světly. Ovšem ještě na začátku 20. století není v českých zemích a ani v Německu všude rozšířen. Zíbrt poznamenává o vánočním stromku až do věku XVII. není ani potuchy. Je zcela vyloučeno, aby obyčej (jak tvrdí, pohanského původu) ušel pozornosti mravokárců věku 15. a 16. století, kteří ve svých spisech tepou kdejakou pověru a obyčej.
Z tištěných zpráv je mezi nejstaršími zpráva Krolmusova (Staročeské pověsti, 1845. I. 476.). Zde je informace, že v Čechách o Štědrém večeru na koutním stole (stolek v rohu) mají smrček nebo jedličku, májku okrášlenou věníkem, ovocem, pečivem a oděvem (jablky, ořechy, hruškami, slivkami, mandlemi, rozinkami, perníkem, ptáčky, šátky atd.) osypanou, nebo nad stolem zavěšenou obráceně dolů. V Praze a okolí Prahy kladou stromek mezi jídla vánoční, kde zasednou ke stolu k večeři štědrovečerní.

#### Štědrovečerní večeře
Všichni jsou svátečně oblečeni a jídelna je vyzdobena. Na stole může být ubrus s vánočním motivem a zapálené svíce. S pojídáním jídla se čeká až bude shromážděna celá rodina. Před večeří se všichni společně nahlas pomodlí, nebo jsou pronášeny přímluvy. Na večeři se podává ryba, obvykle kapr. Během večeře se v různých oblastech země dodržují některé zvyklosti. V některých rodinách se připravuje o talíř více pro nečekanou návštěvu. Na štědrovečerní večeři mělo být devatero pokrmů. Nešlo však o velké porce.
Po večeři bývá zvykem rozbalovat vánoční dárky, které dětem v českých zemích přináší „Ježíšek“. Štědrý den tradičně vrcholí půlnoční mší, na které se zpívají koledy a začíná samotná církevní oslava narození Krista.
Mše půlnoční se na Štědrý večer zúčastnili dva místní pastýři. Začátek a konec mše první pastýř troubil za oltářem a druhý na kruchtě vedle varhan, jako když svolává stádo. Za odměnu dostávali výslužku.

#### Betlém a jesličky

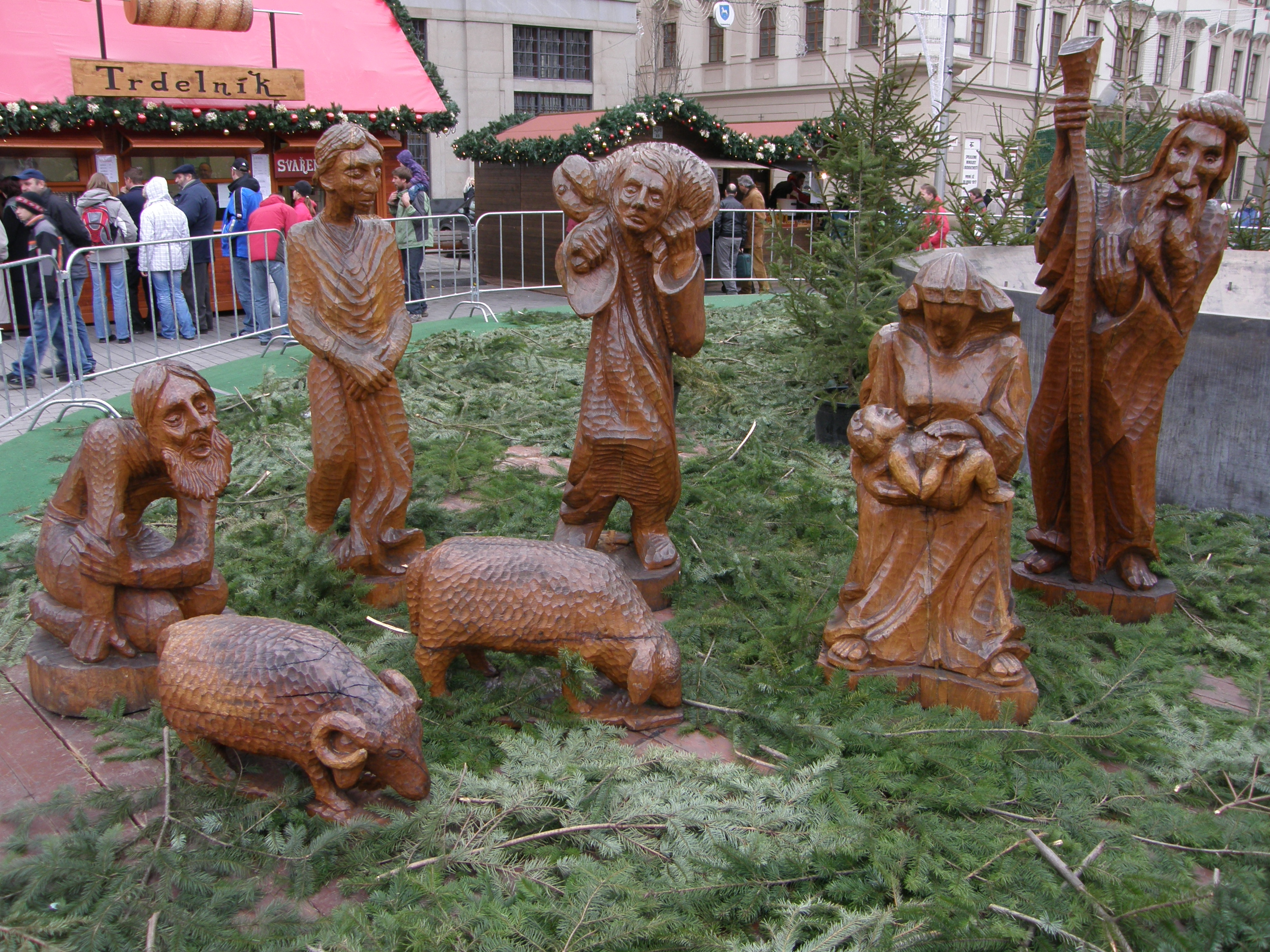
Moderní umělecký betlém v Brně

Betlém byl při výrobě figurek i seskupení celku v českých zemích obvykle domáckým způsobem bez snahy vytvořit nějaké vznešené umělé sošné formy. Výjevy v betlémech byly provedeny podle českého života, vesele, s výjevy typickými pro dané místo, řemesly ze života, ať už šlo o betlémy tištěné na papíru, malované na dřevě, nebo figurky upravené z vosku, ze dřeva, ze sádry a podobně. Betlémy bývaly zhotovovány jako prosté dioramata, nebo sošky, nebo s pohyblivými stroji, více méně umělými, ať v domácnosti nebo v kostele. Odráží se v nich život během věků, kroj, nářadí, domácnost a představy o narození Ježíše.
Moderní jesličky jsou často vyřezávány uměleckými sochaři v životní velikosti jako umělecká díla, které pak reprezentují zhotovitele a duchovní vážnost liturgické doby. Postrádají ovšem rozpustilost a radost dříve typickou pro české betlémy a jesličky.

### Štědrovečerní zvyky a rituály
Častým moderním zvykem je procházka před večeří. Někde bývá procházka spojena s moderním vánočním zvykem pustit vánočního kapra do řeky ve městě, což bývá někým považováno za záchranu pro uvedeného kapra, odborníky však za rozsudek smrti. Rituály pocházející z předkřesťanských dob ale často ukazují nejhlubší lidské touhy.

#### Křesťanské zvyky
Mezi křesťanské zvyky se zřejmě pohanskými kořeny patří zvyk bdění (vigilie) a postění se. Po Vánocích chodí děti s doprovodem katechetky nebo katecheta dům od domu vybírat peníze na Tříkrálovou sbírku, kterou pořádá Katolická Charita.
Jednou z novodobých vánočních tradic je betlémské světlo, které rozvážejí skauti. Světlo se každoročně zapaluje v Betlémě, a posléze putuje napříč Evropou. Do Česka betlémské světlo putuje z Vídně, kde jej rakouští skauti předávají o 3. neděli adventní (Gaudete) delegacím z celé Evropy; pro české země jej přebírají brněnští skauti, kteří jej rozvážejí v sobotu před 4. nedělí adventní, takže je pak k dispozici v kostelech, na náměstích, vánočních trzích, knihovnách apod.
Důvodem tohoto počínání je víra, přesvědčení, že jde o plamen, tedy oxidační reakci která pochází z plamene v Betlémě a vydávané světlo je symbol křesťanství ve smyslu osvícení, vědění, poznání a láska nebo jinde také pospolitost a sounáležitost.

#### Plodnost a bohatství
Při zadělávání kynutého těsta měla hospodyně na zahradě rukama hladit ovocné stromy a volat: „Stromečku, obroď, obroď“, aby byly plodné.
Během štědrovečerní večeře se v různých oblastech země dodržují některé zvyklosti. Často je zmiňován zvyk položit pod talíř minci či šupinu, tento zvyk měl udržet peníze v rodině nebo je přinést. Součástí večeře měly být luštěniny, nejčastěji měla být při večeři zkonzumována lžíce vařené čočky, aby byla příští rok dobrá úroda a spousta peněz. Jinde byly přivolávány peníze kaší z jáhel a obilovin. Podle pověry se toho, kdo nosí u sebe tři šupiny ze štědrovečerního kapra, drží peníze. Kdo na Štědrý den nedá nikomu dar, do roka prý skončí v bídě.
Zbytky jídla ze štědrovečerní večeře byly zakopány do země u ovocného stromu, nebo se kladly k jeho kořenům. Také třesení ovocnými stromy na Štědrý večer mělo zajistit bohatou úrodu.

#### Štěstí a smůla
Přinejmenším mezi večeří a půlnocí jsou hrány karty a kostky, aby hráči zjistili jaké štěstí je čeká příští rok, jak jim půjde karta.
O Štědrém večeru má mít kapsy hospodář otevřené, aby do nich napadalo štěstí, aby přišel hospodář k bohatství. Prát prádlo na Štědrý den přináší smůlu.

#### Destrukce, nemoc a smrt
O Štědrém večeru se nesmí rozhodně věšet prádlo, protože by se během roku mohl někdo oběsit. Zvykem bylo rozkrajování ovoce, z něhož se věštilo zdraví či nemoc a smrt. Na Štědrý den se nesmí čistit chlévy a stáje, pak by dobytek kulhal. Nesmí se zametat, aby z domu nebyli vymeteni duchové mrtvých, kteří v tyto dny přicházejí navštívit živé. Nesmí se šít a plést, aby myši nezničily výsledek.
Od štědrovečerní tabule podle pověry nesmí vstávat od stolu nikdo, dokud všichni nedojí, to aby rodina zůstala pohromadě. Podle pověry ten, kdo od stolu vstane, do roka zemře. V jiných rodinách se směla vzdalovat pouze hospodyně. Jinde zase právě hospodyně nemá vstát od štědrovečerní večeře, protože by slepice nenesly. Nohy vánočního stolu byly svazovány řetězem (stůl je ovázán řetězem), aby rodina zůstala pohromadě. Podle jiných pověr je pro ochranu před zlými duchy. Z večeře vždy musí zůstat zbytky. Zbytky z štědrovečerní večeře se dávaly zvířatům a vhazovaly se do ohně a vody (aby si hospodyně naklonila tyto živly a nedošlo k požáru či povodni).

## Svátek narození Páně (Boží hod vánoční)
Lidé věřili, že čerstvý chléb upečený 25. prosince a čerstvá vejce snesená 25. prosince mají kouzelnou moc.

## Svatý Štěpán
Svatý Štěpán (26.12.) byl považován podle lidové víry v českých zemích od odedávna za patrona koní. Kněz po kostele na sv. Štěpána, chodil aby kropil oves svěcenou vodou, a farníci na něj házeli hrstmi oves, prý na památku kamenování sv. Štěpána. Pasáci házeli ovsem po lidech, hlavně po děvčatech, kteří šli na sv. Štěpána do kostela a z kostela, jednak byla oblíbená zábava, zvaná „štěpánování“ Podstata slavnosti spočívá v tom, že zrána na sv. Štěpána naplnili si hoši kapsy připraveným zrním, ovsem a též ječmenem. Po cestě na mši se obyčejně domluvilo několik hochů a spolu obstoupili vyhlédnuté děvče a házeli jí hrstmi zrní do tváře, aby prý byla červená, zdravá, obratná a hezká, aby se vdala snadno a brzy. Děvče bránící se zčervenalo ještě více od zrní metaného. Po mši hoši vyšli dříve z kostela a metali opět zrní všem dívkám do tváří, dokud zásoba zrní v kapsách vystačila.
Téhož dne (nebo na Nový rok) podávaly ženy svým mužům „gatě“ (kalhoty), naznačujíce tím, že chtějí být po celý rok poslušné. Podobně na Hané časně ráno děvčata umývaly chlapce a podávají jim gatě, za což dostávaly „sladkou kořalku“ (likéry).
V Uhřičicích u Kojetína zavěšovali na kliky u dveří žebráka (figuru ze slámy). Když ve stavení žebráka zpozorovali, odnesli ho k sousedovi. Kde na to nepřišli, byli ráno k smíchu lidem kteří šli do kostela, že v jejich domě neměli žebrákovi co dát, proto se jim oběsil na klice. Kateřinští synci na Štěpána „sušili děvuchy“, které pak o Velikonocích polévali v některé hospodě pitím.
Přísloví „Na svaty Ščepan, každy sobě pan“ ve Slezsku připomíná konec služby pacholků a děveček. Na Štěpána pacholci na Hané chodívali „na svobodu“ s koláčem, výslužkem. Končí jim celoroční služba. Podle dávných zvyků před tímto dnem koně nakrmili, ocasy vyprali, ocas i hřívu zapletli a stáj očistili. Po kostele, nebo k večeru odcházeli s koláčem makovníkem nebo pecnem chleba. Svoboda pacholků trvá až do nového roku.
Téhož dne mužská chasa „vandrovala“ (měnila službu) a obyčejně bývá mnohý čeledín „nastřapaný až hrůza“ (opilý).

## Zvyky v období po Vánocích

### Svatý Jan
Sv. Janu dali jedovaté víno, jež mu dle legendy neuškodilo. Proto 27. prosince světili křesťané na jeho svátek víno a pili sv. Janu na počest. Jde o starobylý zvyk, už v 15. století horlili kazatelé proto pověrčivým křesťanům, kteří na den sv. Jana Evangelisty světí »pitie opilcóm«. Solnický (1630) se snaží vyložil svěcení a pití vína požehnaného rukou kněžskou nazýváním zvyku »milost a láska sv. Jana«.
Ohlas dávného zvyku, již vyhynulého, ozývá se v lidové pověře: »Kdo na den sv. Jana Evangelisty pije víno, ten se následujícího roku neotráví.« Na den sv. Jana třeba píti víno, aby had neuštknul.
V 18. století se na památku jedovatého vína, jež pil sv. Jan, s vírou v zázračné působení svěceného vína, krapet svěceného vína nalévají do vinných sudů na ochranu proti čarodějnicím. Ve svěceném víně je namáčen v něm kus chleba, z něhož se každé krávě či koni a jinému dobytku dá kousek kvůli víře, že je nikdo neočaruje po celý rok.
Na Uherskobrodsku sbírají pacholci na svatého Jana Evangelisty do měcha »ohlášky«. Jeden se převleče do ženských šatů, druhý za žida a vezme pytel na rameno. Vedouce se za ruce, chodí dům od domu. Kde je pacholek anebo dívka na vdávání, dostanou hadru (= ohlášku). Vstrčí hadru do pytle a jdou dále. Hadry potom zpeněží. Jinde chasníci zase chodí po dědině s bílými talíři a sbírají na mši za všecky obyvatele.

### Mláďátek
Mláďátka je svátek 28. prosince. Nejstarší známý český doklad o slavení Mláďátek je z roku 1255 a týká se staré zvyklosti, žákovského průvodu o svátku Mláďátek dne 28. prosince, který obtěžoval rok co rok klášter v Břevnově u Prahy bujnou nevázaností. Hus zde vzpomíná také slavnosti bláznovské ze svého mládí, jak žáci »strojiece krabošky« — »vše opak kukly kožišné obrátili" a tropili mnohé nezbednosti i na posvátném místě. Průvody na den Mláďátek zanikly nepochybně již v 15. století.
Do 19. století zůstával obyčej, z rána, když děti ještě leží v posteli, zeptat se jich: »Kolik bylo mlaďátek?« Které neví, dostane metlou a připomene se jemu, že »čtyři tisíce čtyři sta čtyřicet čtyři.«
Na Slovensku rodiče mrskali děti z rána v posteli, aby se prý na ukrutnost Herodesovy rozpomínaly. Potom ten obyčej mrskání proutkem muži k ženám a obráceně zachovávali. Podobně jako na Velikonoce 28. prosince muži ženy a na oplátku 29. prosince ženy muže žertem šlehali proutky.

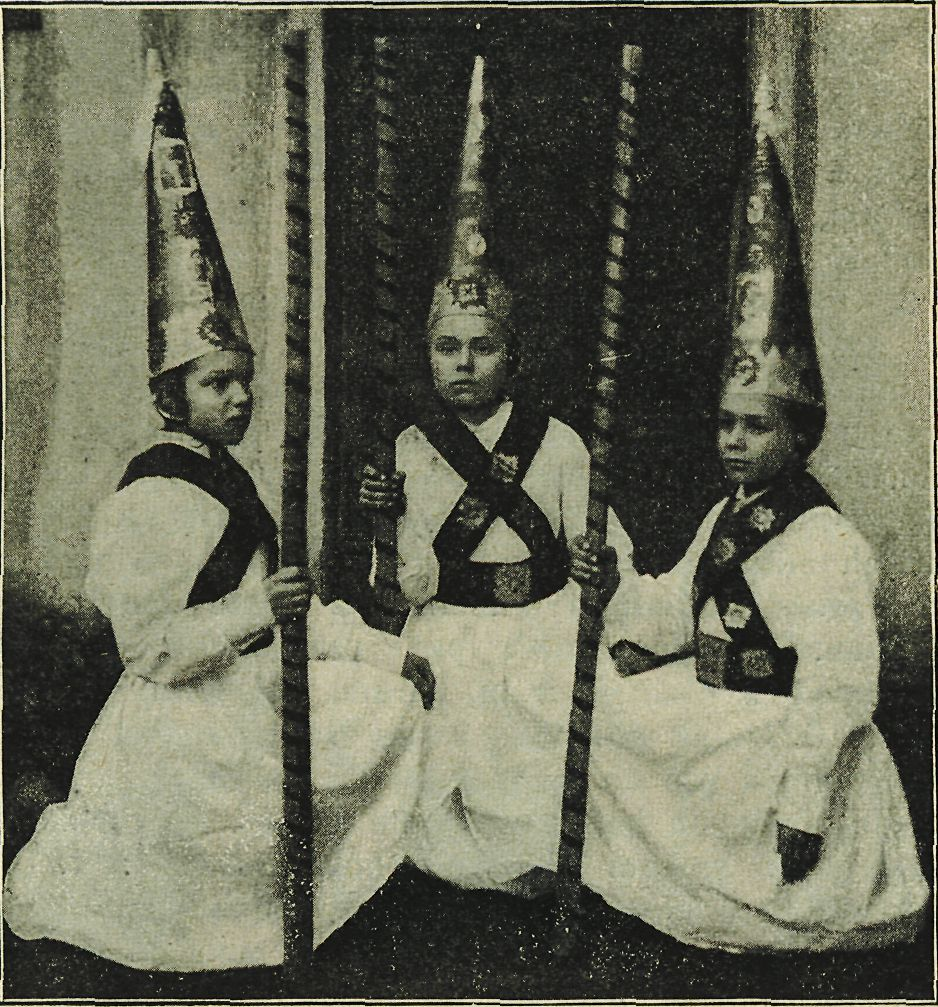
Tři králové v Kojetíně

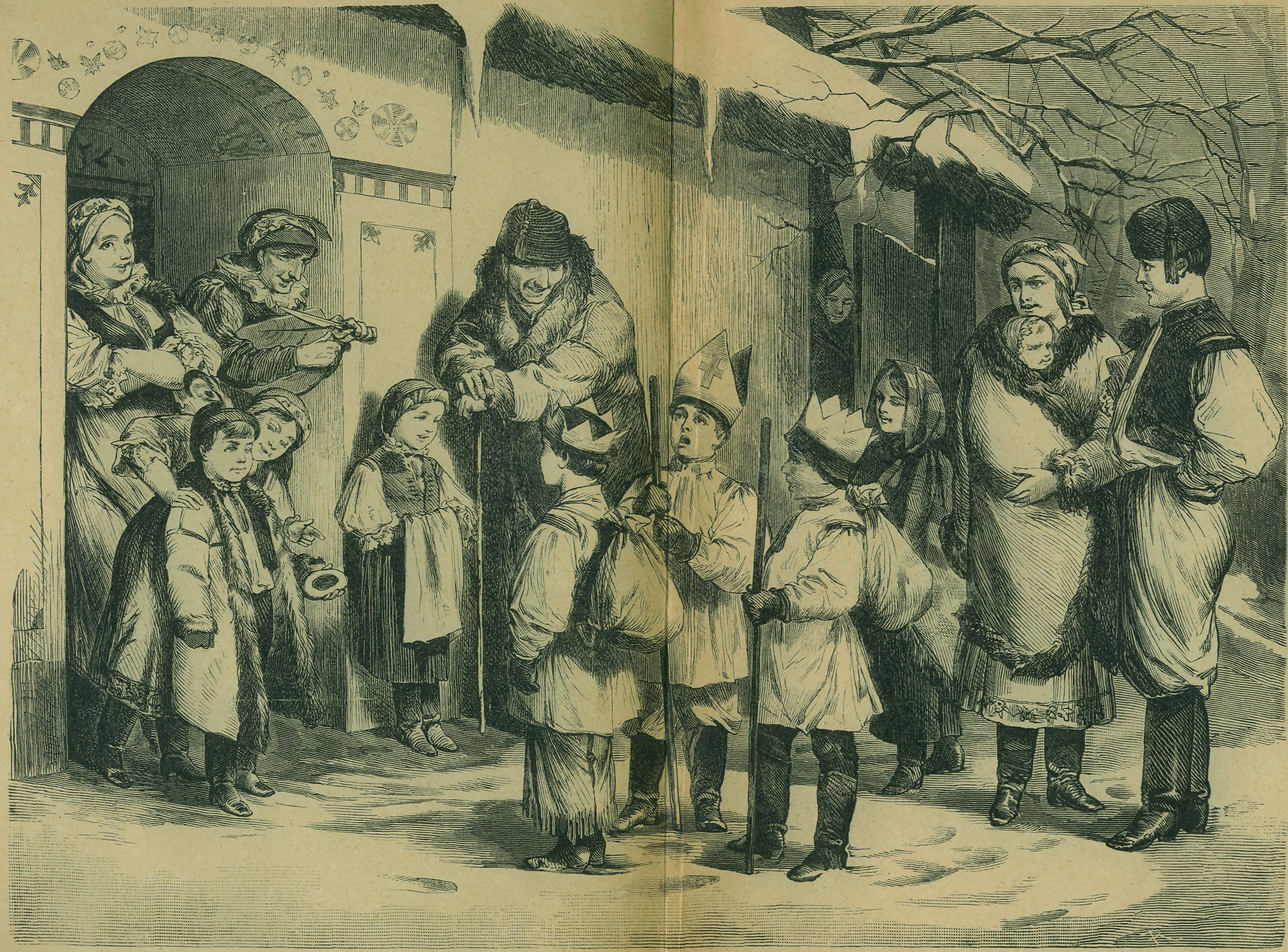
Koleda Tří králů, dobová kresba

### Nový rok
Nový rok byl odedávna oslavován bujarým veselím. Tomáš Řesátko (Rosacius) Soběslavský v roce 1581 horlil proti vítání nového roku hlučnými bujnostmi, posměšnými klevetami a básněmi: „U předkův našich někdy ten obyčej byl, že na Nové léto lid toliko k smíchu přivozovali a kratochvil nějakou směšnú tropili, kterážto žádného užitku nepřinášela a podlé toho kázání slova Božího velice zlehčeno a v žert obráceno bylo.“ Tomáš Soběslavský vyzdvihoval obyčej „vespolek se potěšovati“ a posílat si dárky se srdečným přáním Boží milosti a požehnání.
Na Nový rok kominík (pravý ale i přestrojený) na ulici Příkopy se za provizi otíral po pravé straně o pozdní chodce pro štěstí. Obracely se kožichy naruby a zlatily cylindry, klobouky, převracely se drožky a pořádaly se průvody. Lidé ve městech odedávna Nový rok slaví hlučně, i dříve, podobně jako byl v 20. a 21. století očekáván půlnoční ohňostroj, dříve čekali na půlnoční výstřel v Praze na hradbách. Ten byl pozdravem Novému roku na uvítanou. Půlnoc na přechodu od starého roku k novému roku byla vítána hlaholem zvonů, zpěvem hlásného na věži a jásotem a radovánkami obyvatel, projevujících radost že se dočkali nového (dalšího) roku.
Ponůcku (obchůzku ponocného po městě) obstarávalo několik statných mužů. Byli oblečeni do velkého pláště s červeným lemováním a obuti do těžkých bot. Na hlavě měli „kaškety“, také lemované. V ruce nesli každý starodávnou halapartnu a na knoflíku jim visela píšťala na poplach. Je připomínán půlnoční zpěv ponocného v Domažlicích jako krásný starobylý zvyk.
Vánoční koledy pokračovaly i na Nový rok. Dětskou novoroční koledu nazývali chození s proutkem. Děti chodívaly o Novém roce s proutkem, různě dlouhým, propíchaným po celé délce dřevěnými jehlicemi, které jsou ozdobeny různobarevnými ústřižky látek nebo papíru a hrachem, na konci jehlic nabodaným. Vršek zdobilo obyčejně malé jablíčko, oříšek, nebo papírová kytice a pentlička. Někdy byly použity pruty z trnky, která má dlouhé jehlice (větvičky zakončené ostnem). Děti přišly na koledu do stavení a říkaly zpěvavě: „Dej vám Pán Bůh dobrýtro na to nový líto, abyste měli leníček jako tenhle proutíček a na něm hlavičky jako tyhle hráštíčky na ten nový rok.“ Po přezpívání koledy hospodář proutek kupuje, smluvená cena byla v 19. století nejméně 3 krejcary. Koupený proutek dá si hospodář z jara do lnu, aby byl jako ten proutíček a měl hlávčičky jako ty hráštíčky.
Na Hané bylo oblíbeným novoročním zvykem »skrajovat buchtu*. Na Vyškovsku se složily dívky na Nový rok a upekly velikou, dobrou buchtu. Ověnčily ji, ozdobily ovocem a cukrovím a zanesly do domu nejoblíbenějšího děvčete. Tam přišli zanedlouho také mládenci „skrajovat buchtu“ a přinesli víno nebo sladkou kořalku. Zasedli s děvčaty, každý vedle své milé, za stůl prostřený bílým ubrusem. Nejvýznamnější z nich skrojil buchtu, po něm krájeli buchtu i ostatní, pojídajíce každý svůj díl s děvčetem které jim bylo milé.
Na nový rok bývalo na Slovácku v každém městečku i vesnici živo. Světila se koláčová slavnost. Měnily se služby a nastupovali noví pacholci, tovaryši a děvečky. Hned po poledni vyjely vozy se služkami, které si vezly vystrojený koláč, výslužku. Do této buchty byly zapíchnuty pruty a omotány barevným vystřihaným papírem, nahoře byly pruty svázány a do nich byla zastrčena kytička z růží. Po stranách bylo navěšeno množství cukrovinek všeho druhu a mašle z červených stužek. Dole na buchtě byly jablka, zlaté ořechy a věnec z dýňových jader a sušených trnek. S koláčem jela děvčata domů, buď k rodičům nebo přátelům, kde začínala teprve pravá slavnost. Sešli se totiž veškeří příbuzní, známí i šohajové z celé dědiny a volili mezi sebou jednoho, který koláč má nakrojit. Býval to někdy kmotr, popřípadě i strýc nebo jiný příbuzný, ale také některý šohaj. Zvolený nakrojil koláč, ovšem tajně a vložil peníz doprostřed koláče mezi pruty. Ostatní hledali nakrojené místo a přikládali další peněžité dárky k prvnímu. Když se všichni vystřídali, přišel opět ten, který koláč nakrojil a nyní jej nakrájel veřejně a odzdobil. Ozdobami a koláčem se přítomní podělili. Za darované peníze se nakoupila večeře, při které se zpívaly slovácké písně. Po večeři hrála hudba a tancem se ukončila koláčová slavnost.
Slezské ženy, zvláště ve Vratislavi, mívaly zvláštní žertovnou zábavu, nazývanou „honění za kožichem“. Bývala pořádána při slavnostech střeleckých, zvláště na nový rok. Obyčejně 9 nebo 10 žen se účastnilo běhu o závod. Cílem byla tyč, upravená nahoře na způsob kříže. Uprostřed byl ženský kožich, nahoře čepice, po straně střevíce a punčochy, rukávník a »brumajzl« (drnkačka). Ženy se rozběhly a šašek s plácačkou si z nich tropil při běhu žertíky, za jásotu a smíchu diváků. Po závodu se rozdělovaly ceny. U tyče dostala vítězka kožich, druhá čepici, třetí rukávník, čtvrtá střevíce, pátá punčochy a šestá, poslední za jásotu a posměchu ostatních „brumajzl“ (drnkačku).

### Tři králové
V lidové tradici bylo zvykem na tento svátek volení mazancem „krále“. Zastrkovali do pečiva penízek a komu z domácích po rozkrájení připadl kousek s tím penízkem, byl „králem“. „Král“ pak kropil podle starého obyčeje stavení a psal tříkrálové křížky. Roku 1579 o tomto obyčeji vypravuje Jan Mirotický v Kroměříži: „Na den tří králuov, jenž se den ukázání Páně oněm mudrcům jmenuje, jedna každá čeládka z medu a z mouky, přidadouc zázvoru a pepře, mazanec udělají a krále sobě vyvolí tímto způsobem. …Oddělují se také (mazance) Kristu Pánu, blahoslavené Panně a třem mudrcům jejich díly, kteréž se místo almužny rozdávají. V čím by pak kusu groš neb ten papír nalezen byl, toho všichni králem jmenují a na stolici ho vsadí a po třikrát ho vzhůru s plesáním vyzdvihují a ten má v pravé ruce křidu, kteroužto tolikrát znamení kříže vzhůru na břevnách aneb na klenutí pokoje vopisuje, kteréžto kříže protože se o nich věří, že sou proti mnohým zlým věcem k obraně, u veliké vážnosti je mají.“
Oblíbenou zábavou která má původ v křesťanské legendě o Třech králích, bylo chození Tří králů, chození s hvězdou. Staročeské děti chodívaly „s hvězdou“, připomínajíce přiměřenými zpěvy památku Tří králů. Zpěvy bývaly dramatizovány předváděním příběhu a tak vznikly hry tříkrálové. Jesuité se chopili této příležitosti a vystrojovali pak divadla Tříkrálová slavnostně, s lákavou nádherou, kdy žáci jezuitských kolejí hrávali před četným a vděčným obecenstvem. Laické dramatizované hry o Třech králích dokázali upravit přitažlivě a používat podle Č. Zíbrta i pichlavé vtípky. Například když se Židů ptají postavy tří králů na cestu, odpovídají jim Židé a jejich smyšlená aramejština je „překládána“: Efrata betharíz ipfata čajer bichord bochod brefe jehunda mimika, biče mojsil Israel o macazáno nikodem dlán.… To jest:… Jděte na Betlem, tam najdete mladý šenke (ženku), starý muš, malé jitke (dítko), tam se budete nejlepší pravdu dovědět.
Tři králové byli zpodobněni jako postavy v pěkném královském oděvu. Nejnápadnější a často i nejzdobněji nastrojen byl král Baltazar, vypodobněný jako mouřenín s červeně malovanými rty. Jinde na sobě měli králové alespoň bílé košile a modré pentle a koruny pozlátkem a různobarevným papírem polepené. Černý vzadu (Baltazar) přes košili měl černý kabát téže barvy jako kytli (sukni) z tuhé látky, v obličeji se v některých oblastech nikdy nečernil. Bílí králové měli bílé sukně tenké. Když přišli do stavení, postavili se do řady jeden za druhého: Kašpar s hvězdou jako první, „černý vzadu“ tradičně poslední, a dali pozdravení: „Pochválen Pán Ježíš Kristus“. Na závěr představení černý král sám přál, hovoříce za všechny tři krále:„Vinšujeme vám šťastnej a veselej novej rok, abyste ho s radostí přečkali a s menšími hříchy, s větší radostí po smrti se radovali v nebeském království“. Obyvatelé domu odpovídají:„Dejž to, Pane Ježíši Kriste!“ Při odchodu napsal některý z Tří králů na dveře „K + M + B + letopočet“.
Koleda tří králů v nejjednodušší verzi zněla „My tři krále, my jdeme k vám. štěstí, zdraví, vínšujem vám, štěstí, zdraví, mnohá léta! My jsme k vám přišli z daleka. Z daleka jest cesta naše, chceme znáti srdce vaše. Náš kamarád černý vzadu, vystrkává na vás bradu! On bude všady kouřiti, s námi o dárek prositi!« “ poté co vykouřili všecky kouty příbytku kadidlem dostali několik grošů a odešli jinam. Jinde se uchytila verze s textem který obsahuje často vzpomínanou pasáž:„A já černý vystupuju, a nový rok vám vinšuju. Slunce je toho příčina, že je má tvář opálená.“

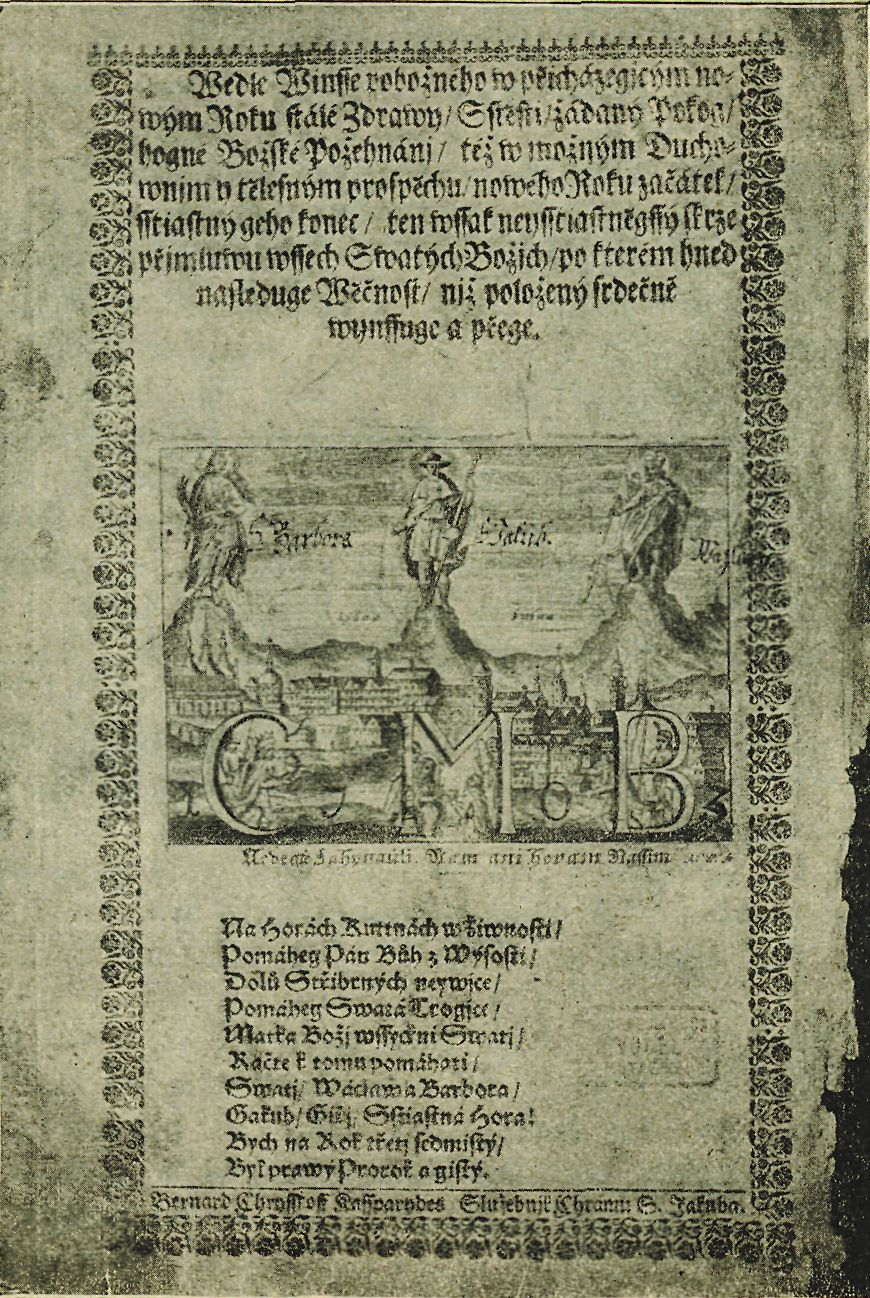
Tříkrálový lístek z Kutné Hory (1703)

Zpěvy tří králů někdy provázel další člověk jemnou hrou na tahací harmoniku. Tříkrálové hvězdy jsou šesticípé, plochy jejích cípů jsou polepeny střídavé žlutým, zeleným a červeným papírem, schválně promaštěným. Od hvězdy se šířila tlumená, tajemná záře splývavě různobarevných odstínů.
Podle zápisů Jeníka z Bratříc v 18. století duchovní s ministranty a kostelníkem a učitelé se žáky chodili v předvečer sv. Tří králů i o svátku vykropovat, vykuřovat za zpěvu a modliteb příbytky osadníků a psát písmena „K + M + B + letopočet“ na dveře. Někde se psalo a píše pouze „K + M + B“ anebo také „C + M + B“. Po třech dnech jde hospodyně časně ráno, než vyjde slunce, a ty křížky smaže a to proto, aby jí slepice celý rok hodně vajec nesly.
V popisech těchto Tříkrálových koled bývá zmínka, že při tom rozdávali tzv. Tříkrálové lístky. Ty byly, zdá se, tištěny vždy jako příležitostný dárek ke koledám Tříkrálovým. Připisovala se jim moc hojivá a ochranná. 1703. Podle Jeníka na ten den (tj. Tří králů) a ještě několik dní po něm vytloukalo žákovstvo, tj. pan kantor, kostelníci a ministranti, možnější (zámožnější = bohaté) domy s kouřením a vykropováním s řmotným zpěvem tímato slovy: „Tři králi znamenali hvězdu, kterouž seznali, do Bethlema se brali. Radujme se, veselme se v tomto novým roce!“ Za přání dostali tolik peněz nebo nadílky, že se jim koledování bohatě vyplatilo. Učiteli například za koledu s žáky a vyslovení přání (vinše) aby se domácí s novorozeným Ježíškem v nebi těšili a radovali náležel poplatek 1 groš stříbra.
V 21. století se pořádá Tříkrálová sbírka, kdy chodí katecheta s žáky sbírat příspěvky na katolickou Charitu.
Je popisováno rovněž lití olova do vody na Tři krále a věštění z tvarů.

## Věštění
O Vánocích bylo třeba naplňovat určité rituály a vyhnout se tak dopadu zlých pověr a naklonit si na svou stranu síly ovládající věci budoucí. Rovněž prý bylo možné snadněji nahlédnout do budoucnosti.
O Štědrém večeru se po rozdání dárků do mše se věnovali lidé lití olova a věštění ze vzniklých tvarů. Také bývají zapalovány svíčky v lodičkách z ořechových skořápek, které jsou pouštěny v lavóru (velké míse sloužící k mytí, velmi často na metr vysokém samostatném stojanu) s vodou. Rituálem bylo házení střevíce, zda se dívka další rok vyvdá, halekání z brázdy, třesení bezem nebo plotem a poslouchání z které strany štěká pes: Třesu, třesu plotem, kde můj milý bytem: ozvi mi se ozvi pes, kde můj milej večer dnes.
Karel Jaromír Erben v Kytici popisuje věštění a sílu magické moci Vánoc: „Tu prý dívce v půlnoci, při luně pochodni, souzený se zjeví hoch, ve hladině vodní.“ (Karel Jaromír Erben: Štědrý den)
Věštby se kromě vdavek často týkaly ekonomického úspěchu, úrody a počasí například: Na den sv. Barbory utrhne se višňová ratolest a dá se do vody: kvete-li pak o Štědrém večeru, bude brzy léto — nekvete-li, léto se opozdí.

### Hrnečky
Bývalo zvykem přiklopit hrnečky hlínu, chléb, hřeben a prsten. Jiní potom, nevědouce ovšem, co pod kterým hrnečkem je, jeden hrneček podle své úvahy odklopili. Kdo si odkryje hlínu, do roka zemře, kdo hřeben, bude nemocen. Kdo odkryje chléb tomu náhoda věští pozemské bohatství, prsten věští svatbu.

### Barborky
V den svatého Ondřeje nebo svaté Barbory dívky ulomí (na Valašsku, Slovácku a Slovensku zuby ukousnou) višňovou (také třešňovou) větvičku dají do vody ve chlévě a pokud na Vánoce vykvete, do roka se vdají. Voda se musí obden měnit. Na Slovensku větvičku zapíchnou do země a zalívají každý den z úst »na ščutrovo« (na lačno). Rozkvete-li na vánoce, tak aby si ji dívka mohla vzít do kostela, do roka se vdá. Místo skleníku dávají větev v nádobě s vodou do teplého chléva. V oblasti okolo Králova Hradce byla používána jabloňová větvička. Kterému děvčeti barborka nevykvete, ta se na Slovensku nevdá, ba říká se o ní. že není panna.
Na chrudimsku sloužily Barborky k lustraci čarodějnic takto: „uřízni na sv. Barboru jednoroční proutek z višně; ...do Štědrého dne se rozvije. Při jitřní udělej z něho kolečko a hleď skrze ně při mši sv. k oltáři a uvidíš všechny čarodějnice k oltáři zády obrácené. Ale potom musíš vyjíti z kostela dříve, než kněz řekne »Amen«, ... čarodějnice by tě roztrhaly.“ Podobné praktiky k zjišťování čarodějnic byly používány v oblasti okolo Sušic, Litomyšle, na Strakonic a na Slezsku..

### Růže z Jericha
V knize Hoj, ty štědrý večere popisuje Zíbrt: „Mezi obyčeji, zábavami a věštbami, jež zachovalo lidové podání na Vánoce (hlavně na Štědrý den), zvláštní, něžné, poetické kouzlo mají obřady a zvyky s květy, uměle rozkvetlými. Tu nejde o květinovou výzdobu a vůni, jakou si měšťák pořídí na vánoce, jako po celý rok, pohodlně z květin, obchodnicky pěstovaných. Lid neměl a nemá sklenníků, nezná, umělého vytápění a pěstění. Přes to květy štědrovečerní si zaopatřil a přičítal jim moc čarovnou, věštebnou.“ Popisuje dávný zvyk který se týká Ruože Jerychuntské (choulivka jerišská - růže z Jericha): „Zvolili si k tomu květinu cizokrajnou, obestřenou zkazkami středověkými a východními — růži z Jericha. Choulivka čili růže z Jericha (Anastatica hierochontica L.)…, roste… v Egyptě, Palestině, Sýrii a Arábii. Její větve v čase zralosti uschnou, stvrdnou a schoulí se dohromady v kulaté klubko… Zvlhne-li rostlina v tom stavu, opět se… rozloží, neboť jest u vysokém stupni hydroskopická.… Vznikaly odtud četné pověry a upoutala květina pozornost poutníků, kteří od doby válek křižáckých přinášeli ji jako památku z pouti na Východ, hlavně do Svaté Země.“ Dokument z roku 1554 vysvětluje:„Tato růže do vína v sklenici od ženy vundaná, když má poroditi syna, olevře se, a pakli děvečku, tedy zuostane zavřena. Na den Božího narození též se otvírá.“ Nicméně je její použití jako vánoční dekorace, nebo magického artefaktu popisuje už v roce 1547 s tím, že šlo o zapůjčenou rostlinu.

### Lití olova

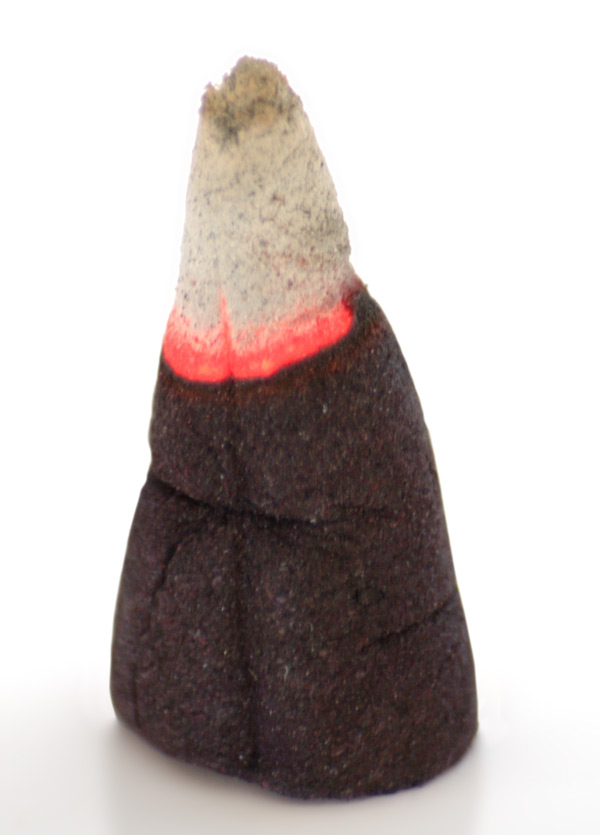
Mezi zvyky patří pálení františků a dalších vonných směsí.

30. listopadu, děvčata pilně sbírají olovo ze starých oken nebo ho schválně kupují. Olovo dají na plechovou lžíci a nad plamenem svíce drží lžíci, až se jim olovo rozpustí. U sebe mají mísu nebo škopek s chladnou vodou, do níž lijí přes klíč křížový (na zubech má podobu kříže) rozpuštěné olovo. Z olova se ve studené vodě v okamžení tvoří rozličné tvary. Z těch je hádáno. Jsou v nich viděna sídla nebo ševcovská kopyta, tkalcovské člunky, vojenské zbraně, bochánky chleba, péra na psaní, srpy, rýče, motyky, cepy atd. Z těchto věcí dívky odhadují jakého řemeslníka neb živnostníka dostanou za manžela. Nebývala prý nouze o vtipy, výsměch i vzájemné škádlení.
Jinde dívky zase házely ulité kuličky přes střechu. Kam zapadla kulička, hádaly že odtud přijde ženich.

### Věštba z díry v ledu
V horách na Frýdecku vysekávali v ledě »přerublu« (otvor) a při měsíčku hleděli do něj, hádajíce podle stínu, jakého muže která dostane.

### Z domácích zvířat
O půl noci před sv. Ondřejem (nebo na Štědrý večer) děvčata vstanou a jdou zaklepat na kurník, se slovy: „Kohoutku, kohoutku! zakokrhej, muže-li dostanu, vědět mi dej. Slepičky, vy nechtě kokotání, nekazte, nekazte mi vdávání.“ Ozve-li se nejprve kohout, má děvče naději, že se toho roku vdá: pakli se ozve slepice, oznamuje kvokáním, aby holka přišla za rok zas.
Jinde každá dívka vzala kousek chleba a položila jej na lopatu. Čí kousek pes nejdříve snědl, ta že se vdá nejdříve.

### Ze střechy, plotu a bezu
Na svatého Ondřeje nebo na Vánoce děvče třese plotem nebo stromem nebo bezem a říká: „Třesu, třesu tímto plotem, všeď svatí mým životem. Kde je můj milý dnes, ať mně tam zaštěkne pes.“ nebo „Svaty Ondřejů, ja tobě plotem chvěju, abys mi pověděl, kterého dostanu.“ nebo „Třasu, třasu plotisko, aby přišlo ku mně chlopisko.“
Je popsán zvyk, kdy večer před svátkem svaté Lucie děvčata jdou „střechu triasť“. Rozprostřou zástěru a tlučou do došků. „Když vypadne žito, vdá se dívka za bohatého, když rož, za středního gazdu a když smetí, za chuďasa.“